# Huayan

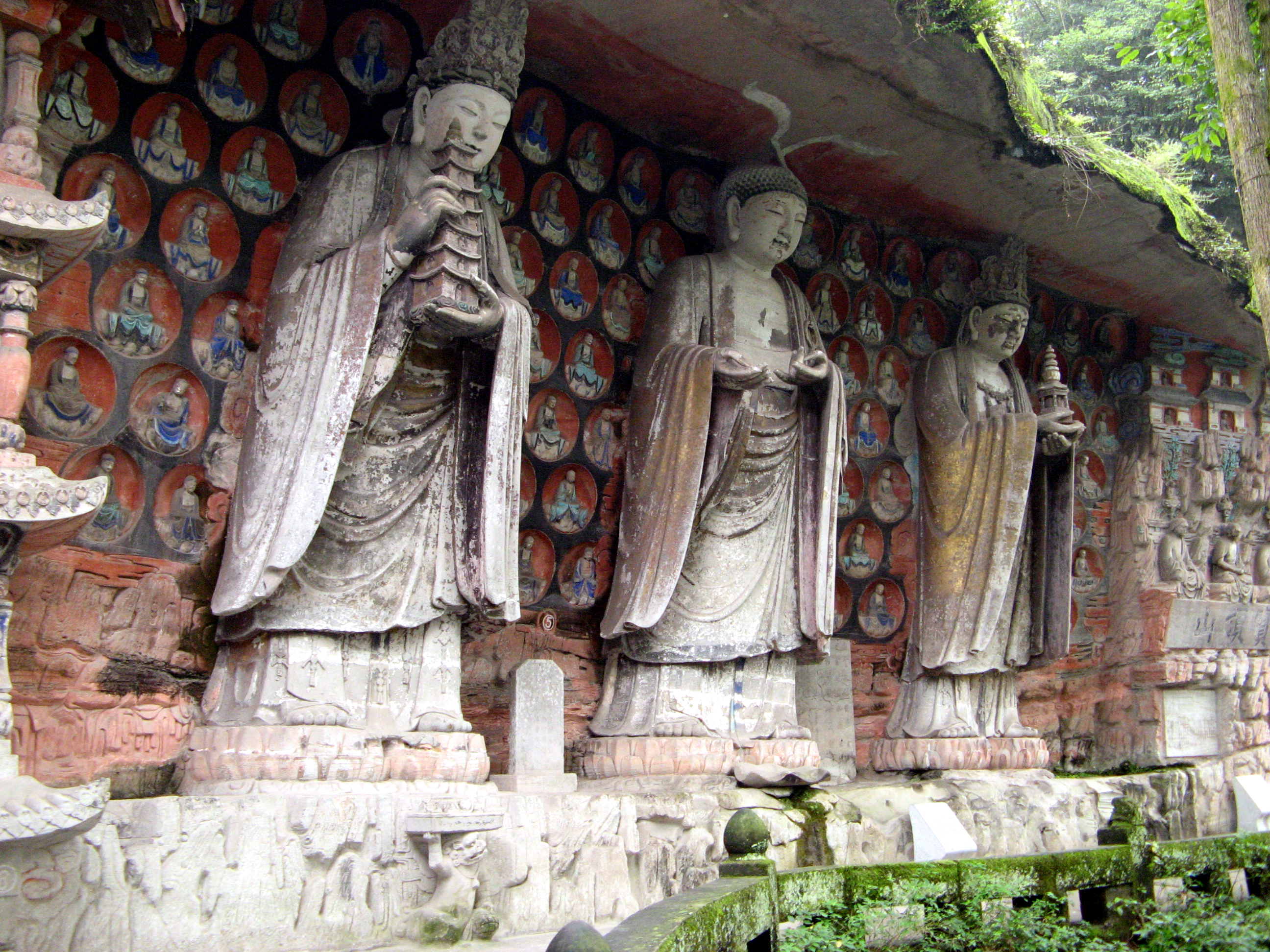
Los Tres Santos de Huayan (Vairocana, Manjushri, y Samantabhadra), Esculturas rupestres de Dazu, Chongqing, China.

Huayan o la escuela Huayan (en chino, 華嚴宗; pinyin, Huáyán Zōng, del en sánscrito: Avataṃsaka) o Guirnalda de Flores es una tradición budista Mahayana que surgió y tuvo auge en China durante la dinastía Tang (618-907). Se basa en el Sutra de la Guirnalda de Flores (S. Buddhāvataṃsaka Sūtra, C. 華嚴經, pinyin: Huáyán jīng) así como en las obras de los patriarcas Huayan, como Zhiyan (602-668), Fazang (643-712) y Zongmi (780-841).
Otro nombre común para esta tradición es la escuela Xianshou (Xianshou es otro nombre para el patriarca Fazang). En Corea el Huayan es denominado Hwaom y en Japón se lo denomina Kegon. 
La tradición Huayan considera que el Sutra Huayan es la última enseñanza del Buda. También se basa en otras fuentes, como el Despertar de la Fe Mahayana y las filosofías Madhyamaka y Yogacara. Las enseñanzas de Huayan, especialmente sus doctrinas de la interpenetración universal, el surgimiento de la naturaleza (que considera que todos los fenómenos surgen de una única fuente ontológica) y la omnipresencia de la Budeidad, fueron muy influyentes en el budismo chino y también en el resto del budismo de Asia oriental. El pensamiento Huayan fue especialmente influyente en el budismo Chan (Zen), y algunos estudiosos incluso consideran que Huayan es la principal filosofía budista detrás del Zen.

## Historia

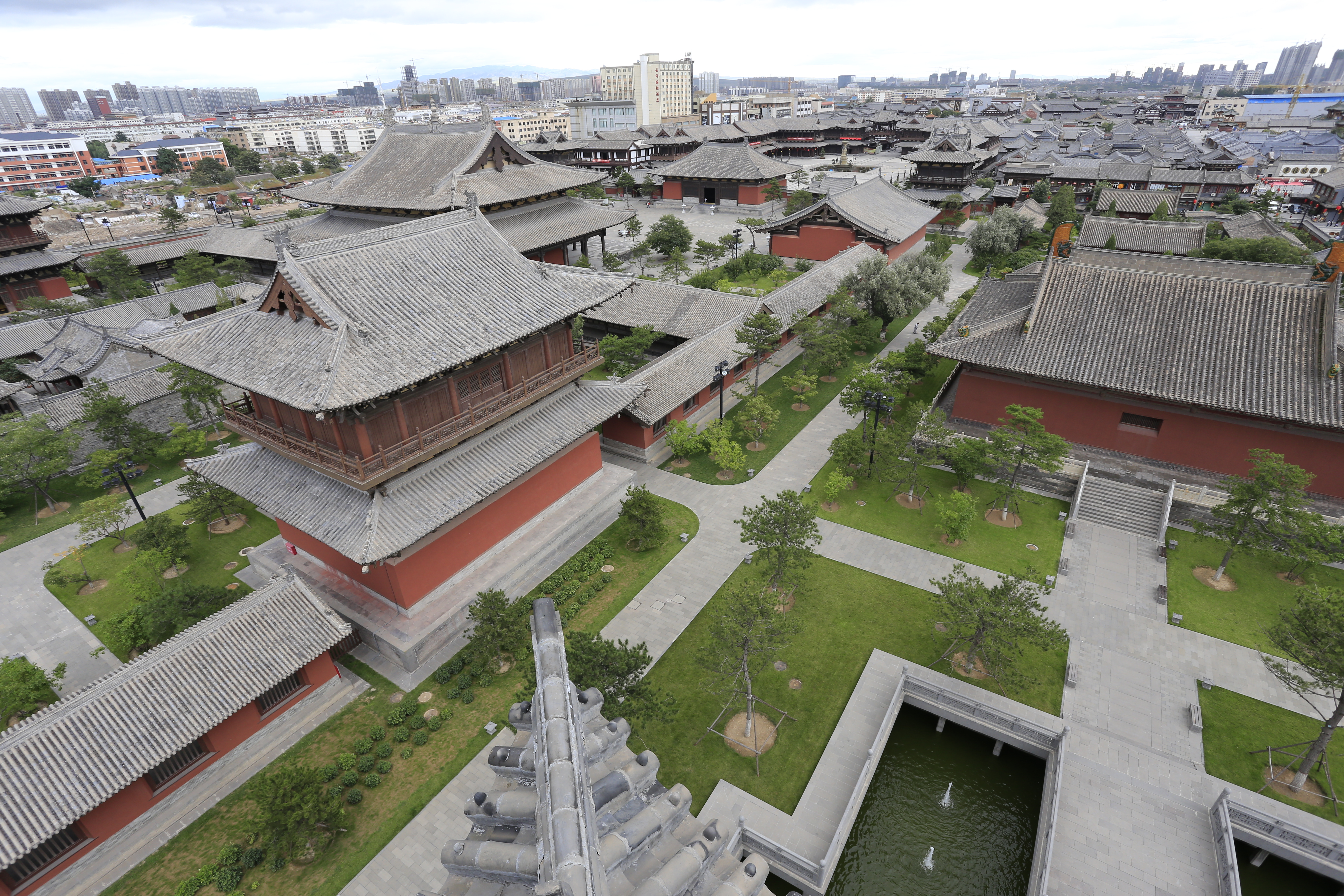
Vista aérea del templo Huayan en Datong, construido durante la dinastía Jin (1115-1234).

### Orígenes
El Avataṃsaka Sūtra es una recopilación de sutras diversas, que originalmente circularon como sutras independientes antes de ser combinados en el Avatamsaka "completo". Estos diversos sutras probablemente se unieron poco antes de su traducción al chino, a principios del siglo V de nuestra era. Existen varias versiones del sutra Avatamsaka chino (sutra Huayan). El sutra completo se tradujo al chino tres veces (en versiones de 40, 60 y 80 fascículos). Los textos chinos más antiguos relacionados con el sutra Avatamsaka son el Dousha jing (Taisho no. 280), elaborado por Lokaksema a finales del siglo II de nuestra era, y el Pusa benye jing (Taisho no. 281), traducido por Zhi Qian en el siglo III.
La primera traducción del gran sutra Avatamsaka (en 60 fascículos) fue en la época de las Dinastías del Sur (c. 420-589), cuando un equipo de traducción dirigido por el maestro gandhari Buddhabhadra realizó una traducción china completa. También hay indicios de una tradición del sutra Huayan en la época de las Dinastías del Norte (386-581). Las enseñanzas Huayan se asocian a figuras como Xuangao (402-444), que dirigió una comunidad con Daorong en la cueva de Binglingsi, y Zhidan (c. 429-490), que sostenía que sólo el sutra Avatamsaka enseña la "enseñanza repentina" (mientras que otros textos Mahayana enseñan la enseñanza gradual).
Xuangao, discípulo de Buddhabhadra, estaba asociado a la enseñanza del "Huayan Samadhi", que se dice que le fue transmitida por Buddhabhadra.

### Dinastía Tang

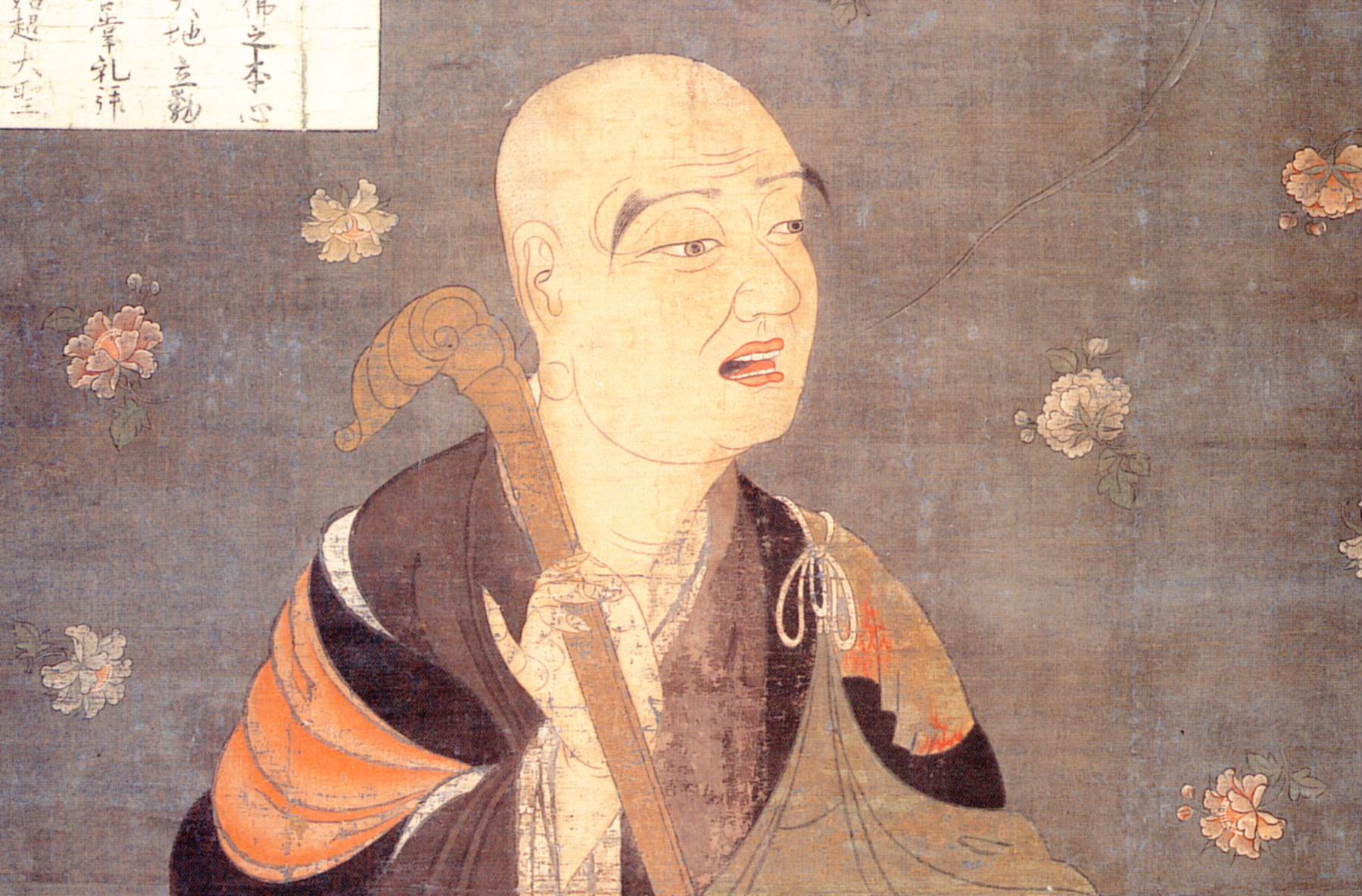
Fazang, siglo XIII, Todaiji, Nara, Japón.

Tan pronto como apareció en China el sutra Avatamsaka largo, surgió en torno al texto una tradición exegética para explicarlo. Algunas de las figuras más importantes de esta tradición exegética fueron consideradas posteriormente como "patriarcas" de la escuela Huayan.
La fundación de la escuela Huayan se atribuye tradicionalmente a una serie de cinco patriarcas que desempeñaron un papel decisivo en el desarrollo de las doctrinas de la escuela. Estos patriarcas Huayan (aunque no se llamaban a sí mismos como tales) eran eruditos que crearon una tradición única de exégesis, estudio y práctica a través de sus escritos y enseñanzas orales.
Estos cinco patriarcas son:
1. Dushun (en chino tradicional, 杜順; Wade-Giles, Tu-Shun, c. 557–640), fue un monje conocido como maestro meditador y devoto del sutra Huayan. Escribió varias obras, entre ellas el Discernimientos del Huayan Dharmadhātu (Huayan fajie guanmen).
2. Zhiyan (en chino tradicional, 智儼; Wade-Giles, Chih-yen, c. 602–668), el alumno de Dushun, quien se considera que estableció la mayoría de las doctrinas principales del pensamiento Huayan y, por tanto, es una figura crucial.[18] Zhiyan también estudió con varios maestros de las escuelas Dilun y Shelun, que eran ramas del Yogacara chino.[19]
3. Fazang (en chino tradicional, 法藏; Wade-Giles, Fa-tsang, c. 643–712), que fue el maestro de la emperatriz Wu Zetian (684-705) y a menudo se le considera el verdadero fundador de la escuela.[20] Escribió numerosas obras sobre el pensamiento y la práctica Huayan, trabajó en una nueva traducción del Sutra Avatamsaka (en colaboración con varias figuras, entre ellas Śikṣānanda), y también escribió un influyente comentario sobre el sutra.
4. Chengguan (en chino tradicional, 澄觀; Wade-Giles, Ch'eng-kuan, c. 738–839). Fue alumno de Fashen (718-778), que a su vez fue alumno de Huiyuan, el alumno de Fazang. Chengguan desarrolló la doctrina Huayan en direcciones innovadoras en sus diversos comentarios y tratados.[21][22]
5. Guifeng Zongmi (en chino tradicional, 圭峰宗密; Wade-Giles, Kuei-feng Tsung-mi, c. 780–841), también es conocido por ser patriarca de Zen ("chán" en chino) y por escribir asimismo sobre daoísmo y confucianismo.[23] Entre sus escritos figuran obras sobre el chán (como el influyente Prolegómeno chán) y comentarios sobre Huayan.[24]

Mientras que la lista anterior es la más común, otras listas de patriarcas Huayan añaden diferentes figuras, como Nagarjuna, Asvaghosa, Vasubandhu, y el maestro laico Li Tongxuan (chino: 李通玄, 635? -730), autor del Xin Huayan Jing Lun (新華嚴經論, Tratado sobre la nueva traducción del Sutra Avatamsaka), un popular y extenso comentario sobre el Avatamsaka Sutra. Los escritos de Li Tongxuan fueron particularmente influyentes en los budistas zen posteriores, que a menudo preferían sus interpretaciones.
Otra figura importante Huayan de la era Tang fue Huiyuan (慧苑, 673-743), el principal discípulo de Fazang, quien también escribió un comentario sobre el Avatamsaka Sutra.

### Dinastías posteriores

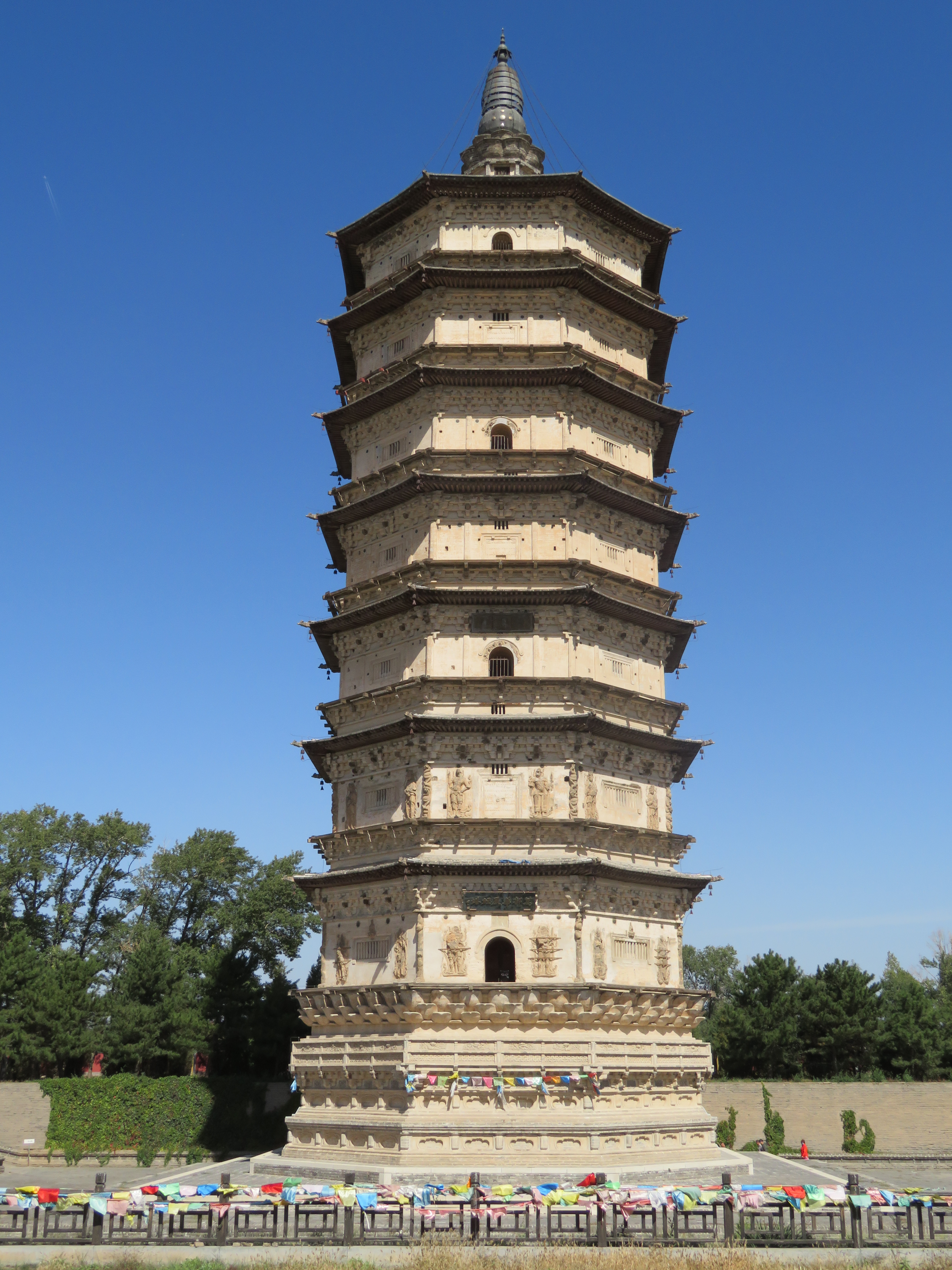
La pagoda Wanbu Huayanjing, probablemente construida durante la época del emperador Daozong de Liao (1055-1110).

Después de la época de Zongmi y Li Tongxuan, la escuela Huayan se estancó en general en cuanto a nuevos desarrollos, y luego empezó a decaer. La escuela, que había dependido del apoyo que recibía del gobierno, sufrió gravemente durante la persecución del budismo en los años Hui Chang (841-845), iniciada por el emperador Wuzong de Tang. La escuela se estancó aún más en los conflictos y la confusión de finales de la dinastía Tang y la época de las Cinco Dinastías y los Diez Reinos (907-979).
Tras la caída de la dinastía Tang, se perdieron varios comentarios Huayan. Sin embargo, durante la época de las Cinco Dinastías y los Diez Reinos, el Huayan siguió siendo influyente, formando parte de los linajes "Huayan-Chan" influidos por Zongmi, que fueron muy populares en el norte, especialmente en el Imperio Kitán Liao (916-1125) y en el reino Tangut (1038-1227). Se conocen varios maestros de estos reinos no chinos, como Xianyan (1048-1118) del templo de Kailong en la capital superior de Kitán, Hengce (1049-1098), Tongli dashi de Yanjing, Daoshen (1056?-1114?), Xianmi Yuantong, de Liao Wutaishan, Zhifu (fl. durante el reinado de Liao Daozong, 1055-1101). Varios textos de la tradición Tangut Huayan-Chan han sobrevivido en lengua Tangut.
Tras las Cinco Dinastías y los Diez Reinos, el linaje Huayan experimentó un renacimiento en la siguiente dinastía Song (960-1279). Los comentarios Huayan de la era Tang que habían sido dispersados fueron devueltos en 1085 por el monje Uicheon de Goryeo. Uicheon (義天, 1055-1101) fue una figura importante de este período de renacimiento. Las principales figuras del Huayan chino de la dinastía Song fueron Changshui Zixuan (子璇, 965-1038), Jinshui Jingyuan (靜源, 1011-1088), y Yihe (義和, c. principios del siglo XII). Jingyuan es conocido por su subcomentario al comentario del sutra Huayan de Chengguan.
Nuevos comentarios Huayan y manuales rituales fueron escritos durante este periodo, como los "Ritos sobre la práctica de los votos de Samantabhadra" (chino: 華嚴普賢行願修證儀; Pinyin: Huáyán Pǔxián Xíngyuàn Xiūzhèng Yí) de Jinshui Jingyuan. Estos ritos fueron influenciados por los manuales rituales de la escuela Tiantai, así como por materiales de Huayan. Los monjes de la era Song también desarrollaron formas de "concentración y contemplación" (zhi guan), inspiradas en los métodos de Tiantai, así como en el sutra Avatamsaka y en el pensamiento Huayan.
Jinshui Jingyuan también ayudó a organizar algunos monasterios públicos huayanos reconocidos por el Estado, como el templo Huiyin. Jinshui Jingyuan también es conocido por su asociación con el monte Wutai, que ha sido un centro clave para el budismo huayan desde la dinastía Song.
Desde la dinastía Song, pasando por la dinastía Yuan, la dinastía Ming y la dinastía Qing, hasta la época moderna, la filosofía Huayan siguió desarrollándose y ejerciendo una fuerte influencia en el budismo chino y sus demás tradiciones, incluidas el Zen y la Tierra Pura.

### Hwaôm Coreano

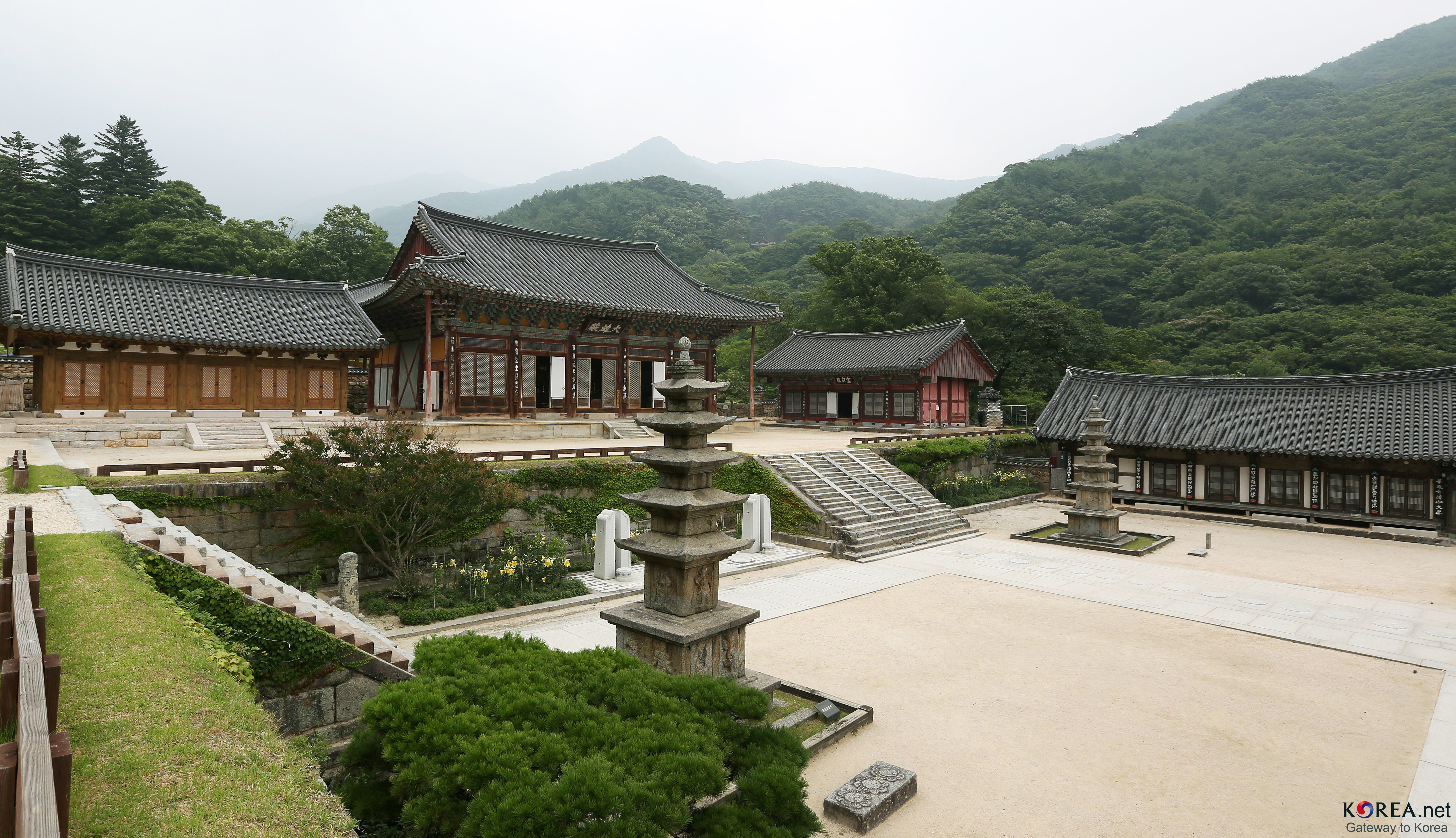
Hwaeomsa, Parque Nacional de Jirisan, Corea del Sur

En el siglo VII, la escuela Huayan se transmitió al reino de Silla, donde se conoce como Hwaôm (Hangul: 화엄). Esta tradición fue transmitida por el monje Uisang (의상대사, 625-702), que había sido alumno de Zhiyan junto con Fazang. Después de Uisang regresó a Corea en 671, estableció la escuela y escribió varias obras Hwaôm, incluyendo un poema popular llamado el Beopseongge, también conocido como el Diagrama del Reino de la Realidad, que encapsula la enseñanza Huayan. A él se unió su amigo Wonhyo, que también estudió y se inspiró en el pensamiento huayan y está considerado una figura clave del hwaôm. Wonhyo escribió un comentario parcial sobre el Avataṃsaka Sūtra (llamado Hwaŏm-gyŏng so). Otra figura importante de Hwaôm fue Chajang (fallecido entre 650-655).
La escuela Hwaôm acabó convirtiéndose en la tradición más influyente del reino de Silla hasta el final del reino. El apoyo real permitió la construcción de varios monasterios Hwaôm en las cinco montañas sagradas de Corea, y la tradición se convirtió en la principal fuerza detrás de la unificación de varios cultos budistas coreanos, como los de Manjushri, Maitreya y Amitabha. Entre las figuras importantes figuran el monje de Silla Pŏmsu, que introdujo la obra de Chengguan en Corea en 799, y Sŭngjŏn, discípulo de Uisang. Otra figura importante asociada a Hwaôm fue el literato Ch'oe Ch'iwŏn. Es conocido por sus biografías de Fazang y Uisang, junto con otros escritos huayan.
La escuela Hwaôm siguió siendo la escuela doctrinal predominante en la dinastía Goryeo (918-1392). Una figura importante de esta época fue Gyunyeo (923-973). Es conocido por su comentario al Diagrama del Reino de la Realidad de Uisang. El budismo coreano decayó gravemente bajo la dinastía confuciana Joseon (1392-1910). Todas las escuelas se vieron obligadas a fusionarse en una sola, dominada por la tradición Seon (el Zen coreano). Dentro de la escuela Seon, el pensamiento Hwaôm seguiría desempeñando un papel importante hasta la época moderna y se escribieron varios comentarios Hwaôm en la era Joseon.

### Kegon en Japón

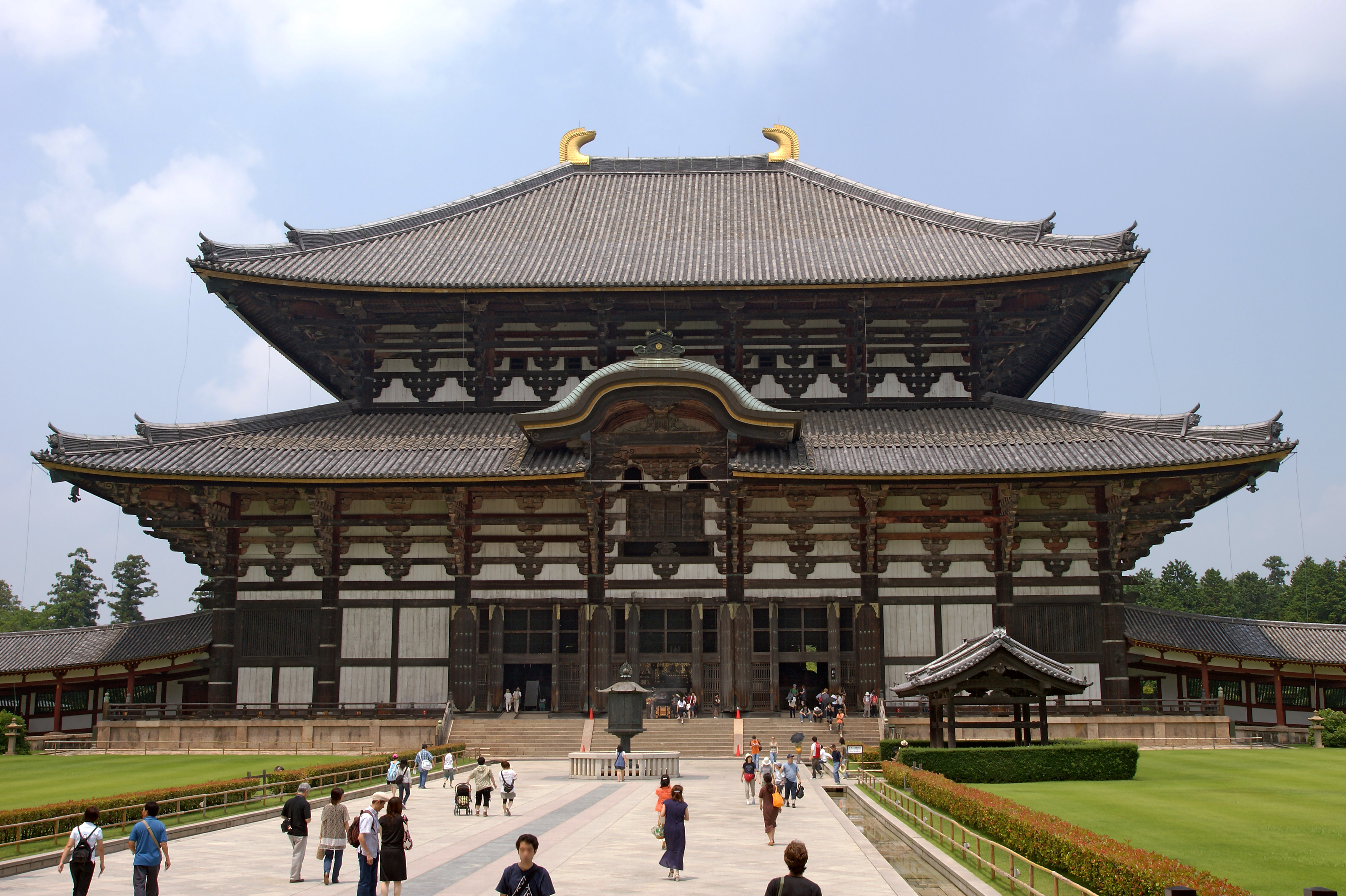
Sala del Gran Buda (daibutsuden), Tōdai-ji, Nara

Kegon (en japonés: 華厳宗) es la transmisión japonesa de Huayan. Los estudios de Huayan se fundaron en Japón en 736 cuando el sacerdote erudito Rōben (689-773), originalmente un monje de la tradición Yogācāra de Asia Oriental, invitó al monje coreano Shinjō a dar conferencias sobre el Sutra Avatamsaka en el templo Kinshōsen (Konshu-ji o Kinshō-ji), el origen del posterior Tōdai-ji. Cuando finalizó la construcción del gran templo Tōdai-ji, Rōben se convirtió en el jefe de la nueva escuela Kegon y recibió el apoyo del emperador Shōmu. Kegon llegaría a ser conocida como una de las "Seis sectas budistas de Nanto". Jitchū, el discípulo de Rōben,  continuó la administración de Tōdai-ji y amplió su prestigio mediante la introducción de rituales importados.
El pensamiento Kegon sería posteriormente popularizado aún más por Myōe (1173-1232), abad y fundador del templo Kegon Kōzan-ji, que combinó el linaje Kegon Tendai y los linajes esotéricos Shingon. Fue un prolífico monje erudito que compuso más de 50 obras. Myōe promovió la práctica del mantra de la luz (kōmyō shingon) como una práctica sencilla y eficaz que estaba al alcance de todos, laicos y monásticos. También promovió la idea de que este mantra podía conducir al renacimiento en la tierra pura de Amitabha, proporcionando así una alternativa Kegon a los populares métodos japoneses de la Tierra Pura. Con el tiempo, el Kegon también incorporó rituales esotéricos del Shingon, con el que compartía una cordial relación. Su práctica continúa en la actualidad, e incluye algunos templos en el extranjero.

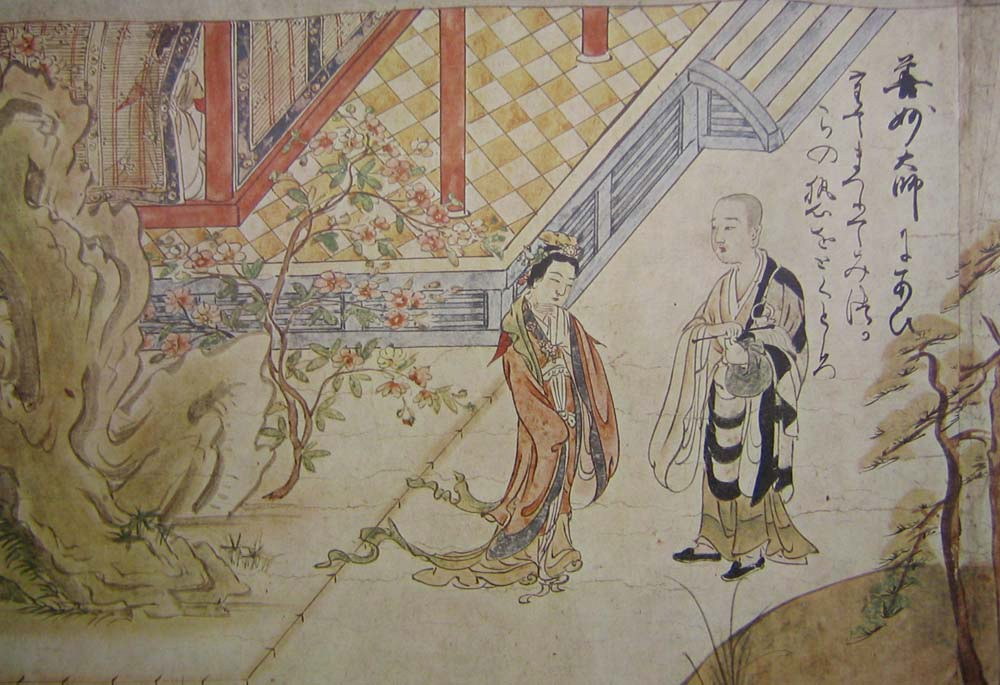
Zenmyō confiesa su amor a Gishō (Uisang), una pintura del Kegon Engi Emaki (Pergaminos iluminados de los fundadores de la Secta Kegon).

Otra figura importante de Kegon fue Gyōnen (1240-1321), que fue un gran erudito (que estudió numerosas escuelas, incluyendo Madhyamaka, Shingon y Risshu Vinaya) y lideró un renacimiento de la escuela Kegon a finales de la era Kamakura. También fue conocido como un gran historiador del budismo japonés y como un gran pensador de la Tierra Pura. Su pensamiento sobre la Tierra Pura se expresa de forma más sistemática en su Jōdo hōmon genrushō (淨土法門源流章, T 2687:84) y en él influyeron diversas figuras de su época, como el monje Jodo Chōsai, y la figura de Madhyamaka Shinkū Shōnin, así como su comprensión del pensamiento huayan.
En el periodo Tokugawa, se produjo otro renacimiento erudito de Kegon bajo el monje Hōtan (1657-1738. alias Sōshun, Genko Dōjin) y su discípulo Fujaku (1707-1781).

### Época moderna

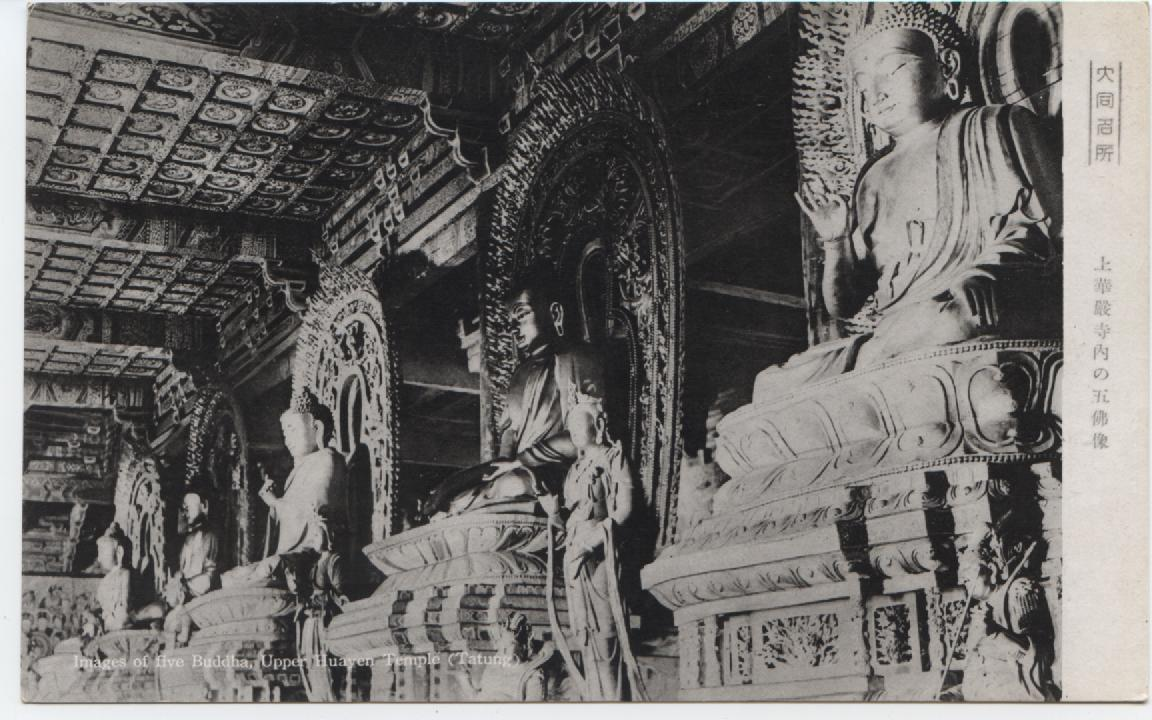
Foto de la Sala de Buda del Templo Huayan Superior (entre 1937 y 1945), Datong, Shanxi, China.

Durante el Periodo Republicano (1912-1949), varios monjes fueron conocidos por su dedicación a la enseñanza y la práctica de Huayan. Figuras clave de esta época incluyen Cizhou (1877-1958), Zhiguang (1889-1963), Changxing, Yingci, Yang Wenhui, Yuexia, Shouye, y Kefa. Algunas de estas figuras formaban parte de una red de estudio y práctica Huayan.
En 1914, se fundó en Shanghái la Universidad Huayan, la primera escuela monástica budista moderna de huayan. Contribuyó a expandir la tradición huayan por el resto de Asia oriental, Taiwán y Occidente. La universidad consiguió fomentar una red de monjes cultos que se centraron en el budismo huayan durante el siglo XX. A través de esta red, el linaje de la tradición Huayan se transmitió a muchos monjes, lo que ayudó a preservar el linaje hasta nuestros días a través de nuevas organizaciones centradas en Huayan que estos monjes fundarían más tarde. Entre estas organizaciones se encuentra la Sociedad del Loto de Huayan (Huayan Lianshe 華嚴蓮社), fundada en 1952 por el monje Zhiguang y su discípulo Nanting. La sociedad celebra conferencias, recitaciones completas del sutra, así como retiros del Buda de Huayan (Huayan foqi 華嚴佛七), un retiro centrado en la recitación de los nombres de budas y bodhisattvas. La sociedad también promueve la educación a todos los niveles, y esto incluye el Colegio Budista Huayan (Huayan Zhuanzong Xueyuan 華嚴專宗學院), fundado en 1975. En 1989, ampliaron su alcance a los Estados Unidos de América estableciendo formalmente la Sociedad Huayan Lotus de los Estados Unidos (Meiguo Huayan Lianshe 美國華嚴蓮社).
En China continental, las enseñanzas huayan comenzaron a propagarse más ampliamente tras el final de la Revolución Cultural. Varios monjes de la Universidad Huayan original, como Zhenchan (真禪) y Mengcan (夢參), fueron los impulsores del renacimiento del Huayan. En 1996, uno de los discípulos de Mengcan, Jimeng (繼夢), también conocido como Haiyun (海雲), fundó en Taipéi la Asociación de Estudios Huayan (Huayan Xuehui 華嚴學會), a la que siguió, en 1999, la fundación del Gran Templo Huayan de Caotangshan (Caotangshan Da Huayansi 草堂山大華嚴寺). Este templo acoge muchas actividades, incluida una Asamblea Huayan semanal. Desde 2000, la asociación ha crecido a escala internacional, con filiales en Australia, Canadá y Estados Unidos.

### Influencia
Las doctrinas de la escuela huayana acabaron teniendo un profundo impacto en las actitudes filosóficas del budismo de Asia Oriental. Según Wei Daoru, su teoría de la interfusión perfecta fue "aceptada gradualmente por todas las tradiciones budistas y acabó impregnando todos los aspectos del budismo chino."
El pensamiento huayan tuvo un impacto notable en el budismo esotérico de Asia Oriental. Kukai (774-835) era un profundo conocedor del pensamiento huayan y lo consideraba el punto de vista exotérico más elevado. Algunas de las ideas de Kukai, como su visión de la Budeidad en este cuerpo, también fue influenciado por las ideas Huayan.
Durante la era post-Tang, el pensamiento Huayan (junto con Chan) también influyó en la escuela Tiantai. Las figuras de la escuela Tiantai que recibieron la influencia de Huayan y Chan fueron denominadas la facción "de fuera de la montaña" (shanwai), y se produjo un debate entre ellos y la facción "de la montaña natal" (shanjia).
El pensamiento huayano fue también una fuente importante para la doctrina de la Tierra Pura de la secta Yuzu Nembutsu de Ryōnin (1072-1132). Asimismo, el pensamiento huayano fue importante para algunos pensadores chinos de la Tierra Pura, como el exégeta Ming Yunqi Zuhong (1535-1615) y el erudito laico moderno Yang Wenhui (1837-1911).
El Chán (Zen) chino estaba profundamente influido por el Huayan, aunque el Chán también se definía distinguiéndose del Huayan.Algunos estudiosos incluso consideran que el huayan es la filosofía principal del budismo chan.
Guifeng Zongmi, el Quinto Patriarca de la escuela huayan, ocupa un lugar destacado en la historia del Chán ya que también fue patriarca Zen en la escuela Heze. Mazu Daoyi, fundador de la influyente escuela Chan de Hongzhou, se dejó influir por las enseñanzas huayanas, como la identidad de principio y fenómeno. Baizhang Huaihai, alumno de Mazu, también recurre a la metafísica huayana en sus escritos.
Dongshan Liangjie (806-869), fundador del linaje Caodong, formuló su teoría de los Cinco Grados basándose en la enseñanza del Dharmadhatu Cuádruple de Huayan. El influyente texto Caodong llamado Sandokai, atribuido a Shitou, también se inspira en temas huayan. Linji, el fundador de la escuela Linji, también se basó en textos y comentarios huayanos, como el Xin Huayan Jing Lun (新華嚴經論, Tratado sobre la nueva traducción del Sutra Avatamsaka) de Li Tongxuan. Esta influencia también puede apreciarse en el esquema de Linji de las "cuatro proposiciones".
Se pueden encontrar influencias huayanas similares en las obras de otros maestros zen como Yunmen Wenyan (m. 949), Fayen Wenyi (885-958), Touzi Yiqing (1032-1083), Dahui Zonggao (1089-1163), Hanshan Deqing (1546-1623), el maestro coreano Jinul y Thich Nhat Hanh.

## Textos

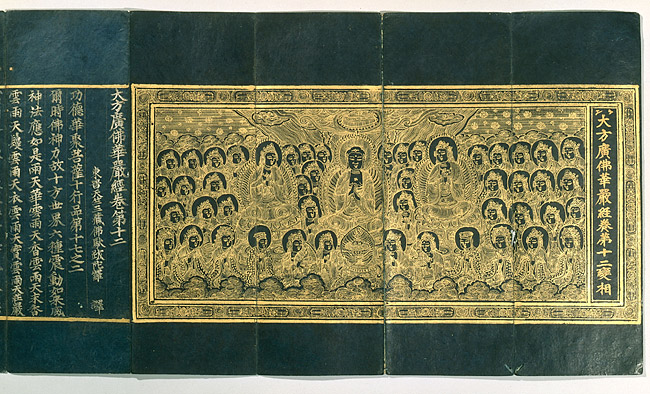
Frontispicio del Sutra Huayan en oro y texto en plata sobre papel azul añil, mediados del.

### El sutra Huayan
El texto central de la escuela Huayan es el Avataṃsaka Sūtra (Sutra de la Guirnalda, Ch. Huāyán Jīng), que se considera la revelación budista suprema en esta tradición. Existen tres traducciones diferentes en chino y también otros sutras relacionados. Según Paul Williams, el Avataṃsaka Sūtra no es una obra filosófica sistemática, aunque contiene varias enseñanzas mahayana.
El sutra está repleto de imágenes místicas y visionarias, centradas en figuras como los bodhisattvas Samantabhadra y Manjushri, y los budas Shakyamuni y Vairocana. Vairocana es el Buda universal, cuyo cuerpo es el universo entero y del que se dice que impregna cada átomo del universo con su luz, sabiduría, enseñanzas y emanaciones mágicas.

Según el sutra de Huayan:
El reino de los Budas es inconcebible, ningún ser sensible puede comprenderlo....El Buda emite constantemente grandes rayos de luz, en cada rayo de luz hay innumerables Budas....El cuerpo de Buda es puro y siempre tranquilo, el resplandor de su luz se extiende por todo el mundo....La libertad de Buda no puede medirse- Llena el cosmos y todo el espacio. ...Con diversas técnicas enseña a los vivos, sonando como el trueno, lloviendo la lluvia de la verdad....Todas las actividades virtuosas del mundo proceden de la luz de Buda....En todos los átomos de todas las tierras entra Buda, en todos y cada uno, produciendo muestras milagrosas para los seres sensibles: Tal es el camino de Vairocana....En cada átomo hay muchos océanos de mundos, sus ubicaciones cada una diferente, todas hermosamente puras. Así, el infinito entra en uno, pero cada unidad es distinta, sin superposición.... En cada átomo hay innumerables luces que impregnan las tierras de las diez direcciones, todas mostrando las prácticas de iluminación de los Budas. Lo mismo en todos los océanos de mundos. En cada átomo aparecen los Budas de todos los tiempos, según las inclinaciones; Aunque su naturaleza esencial ni va ni viene, por su propio poder impregnan los mundos.
Se dice que todas estas actividades budistas y técnicas hábiles (upaya) conducen a todos los seres vivos a través de las etapas del bodhisattva y, finalmente, a la Budeidad. Estas diversas etapas de logro espiritual se tratan en varias partes del sutra (como en libros 15 y 26).

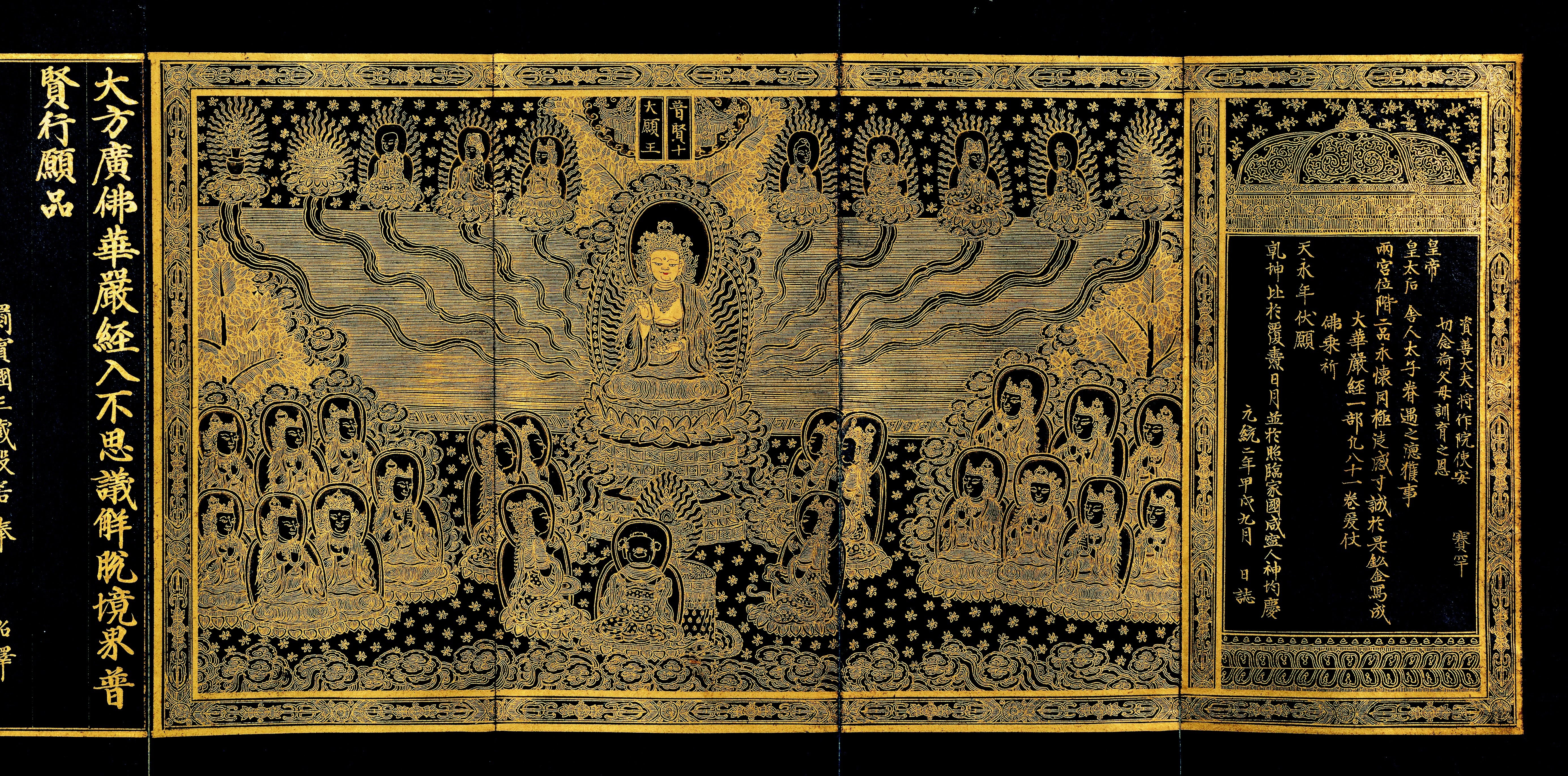
Ilustración del Sutra Huayan de la dinastía Goryeo.

Una doctrina importante que la escuela Huayan extrajo de este sutra es la idea de que todos los niveles de la realidad están interrelacionados, interpenetrados e interfundidos, y por tanto "dentro de todo está todo lo demás". Como afirma el sutra Huayan:
Ellos... perciben que los campos llenos de asambleas, los seres y los eones que son tantos como todas las partículas de polvo, están todos presentes en cada partícula. Perciben que los muchos campos y asambleas y los seres y los eones están todos reflejados en cada partícula.
Williams escribe que esta visión holística del cosmos es el reino total de todos los fenómenos, el "reino del Dharma" (Dharmadhatu) visto desde el punto de vista de un Buda. Así pues, el sutra Huayan se centra en cómo alcanzar esta visión contemplativa universal de la realidad última, así como en los poderes milagrosos de los budas y bodhisattvas con los que comunican su visión de la verdad última.
Además, puesto que todas las cosas están interconectadas e interfundidas, el Buda (y su cuerpo cósmico y luz universal) está presente en todas partes y lo mismo ocurre con su sabiduría, de la que se dice que lo penetra todo. Como dice el capítulo 32 del sutra: "en la clase de los seres vivos no hay lugar donde la sabiduría del Tathagata no esté presente".

### Otras escrituras clave
El Despertar de la Fe Mahayana (Dasheng Qixin Lun, 大乘起信論) fue otra fuente clave de las escrituras para los maestros Huayan como Fazang y Zongmi, ambos de los cuales escribieron comentarios sobre este tratado.
El Sutra del Loto también fue visto como una escritura importante en Huayan. Varios maestros Huayan vieron el Sutra del Loto como un sutra de significado definitivo (último) junto con el Avatamsaka.
Fazang también consideró el sutra Lankavatara como un sutra definitivo, y escribió un comentario sobre este sutra.
El Sutra de la Iluminación Perfecta también fue particularmente importante para el patriarca huayan Zongmi.

### Comentarios y tratados
Los patriarcas escribieron numerosos comentarios y tratados originales. Fazang, por ejemplo, escribió comentarios sobre el Avatamsaka, el Lankavatara y el Despertar de la Fe. Tal vez la obra de comentario más importante para la escuela Huayan es el comentario de Fazang sobre el Sutra Avatamsaka, el Huayan jing tanxuan ji (華嚴經探玄記, Registro de Investigar el Misterio del Huayan jing) en 60 fascículos. Fazang escribió dos más comentarios breves sobre el sutra Huayan. Fazang escribió una serie de otros textos clave Huayan, como el Tratado sobre el León de Oro, que se dice que fue escrito para explicar la visión de Huayan de interpenetración a la emperatriz Wu.
Otras figuras Huayan como Zhiyan, Chengguan y Li Tongxuan también escribieron comentarios influyentes sobre el sutra Huayan. Otro tratado clave de Huayen es Sobre la meditación del Dharmadhātu atribuido al primer patriarca Dushun.

## Doctrina
El pensamiento Huayan trata de explicar la naturaleza del Dharmadhatu (法界, fajie, el reino de los fenómenos, el reino del Dharma), que es el mundo tal y como es en última instancia, desde el punto de vista de un ser plenamente despierto. En el budismo de Asia oriental, el Dharmadhatu es el conjunto de la realidad, la totalidad de todas las cosas. Así, Huayan pretende ofrecer una metafísica holística que explique toda la realidad.
La filosofía huayana está influenciada por las sutras mahayana, así como por las diversas tradiciones budistas chinas como el Yogacara chino (ch. Weishi), las escuelas de Yogacara y naturaleza de buda como Shelun y Dilun, y Madhyamaka (ch. Sanlun). Los patriarcas Huayan también se vieron influidos por la filosofía china no budista.
Algunos elementos clave de la filosofía huayana son: la interpenetración e interfusión (yuanrong) de todos los fenómenos (dharmas), "origen de la naturaleza" (xingqi) - cómo los fenómenos surgen de un principio último, que es la naturaleza búdica, o la "Mente Una", cómo el principio último (li) y todos los fenómenos (shi) se interpenetran mutuamente, la relación entre las partes y el todo (entendido a través de las seis características), una interpretación única Huayan del marco Yogacara de las tres naturalezas (sanxing) y una visión única de Vairocana Buda como un ser cósmico omnipresente.
Algunos elementos clave de la filosofía huayan son: la interpenetración e interfusión (yuanrong) de todos los fenómenos (dharmas), cómo los fenómenos surgen de un principio último, que es la naturaleza búdica, o la "mente única", cómo el principio último (ch. li) y todos los fenómenos (shi) se interpenetran mutuamente, la relación entre las partes y el todo (entendido a través de las "seis características"), una interpretación única de las tres naturalezas (sanxing) de yogacara y una visión única de Vairocana Buda como un ser cósmico omnipresente.

### Interpenetración

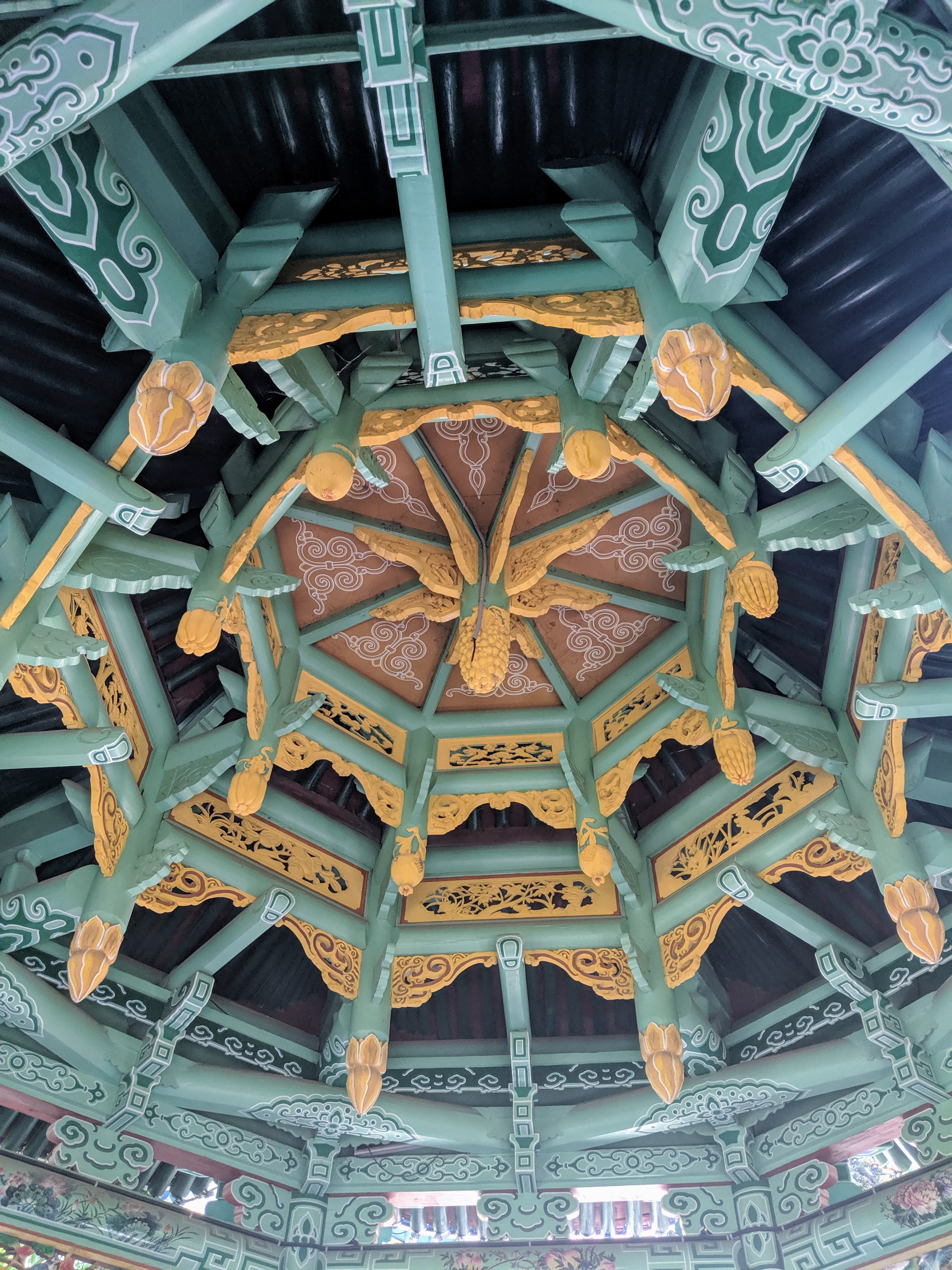
Foto del techo del templo de Ci'en (Liaoning), que muestra un intrincado sistema de vigas.

Una doctrina clave de Huayan es la contención mutua y la interpenetración (xiangru) de todos los fenómenos (dharmas), también conocido como "fusión perfecta" (yuanrong, 圓融). Esto se asocia con lo que se denomina "dharmadhatu pratityasamutpada" (法界緣起, fajie yuanqi, el surgimiento dependiente de todo el reino de los fenómenos), que es la interpretación única de Huayan del surgimiento dependiente. Esta doctrina es descrita por Wei Daoru como la idea de que "innumerables dharmas (todos los fenómenos en el mundo) son representaciones de la sabiduría de Buda sin excepción" y que "existen en un estado de dependencia mutua, fusión y equilibrio sin ninguna contradicción o conflicto." Según la doctrina de la interpenetración, cualquier fenómeno sólo existe como parte del nexo total de la realidad, su existencia depende de la red total de todas las demás cosas, que están todas igualmente conectadas entre sí y contenidas unas en otras.
Según Fazang, puesto que la suma de todas las cosas determina cualquier cosa individual, "uno es muchos, muchos es uno" (yi ji duo, duo ji yi). Además, según Fazang, cualquier dharma penetra y es penetrado por la totalidad de todas las cosas. Thomas Cleary explica que este holismo budista ve el universo "como un único nexo de condiciones en el que todo depende simultáneamente de, y es dependiente de, todo lo demás. Visto así, todo afecta y es afectado, de forma más o menos inmediata o remota, por todo lo demás; así como esto es cierto en todo sistema de relaciones, también lo es en la totalidad de la existencia". En esta cosmovisión, todos los dharmas están tan interconectados que se fusionan sin ninguna obstrucción en una totalidad perfectamente armoniosa (que es el universo entero, el Dharmadhatu).
En la escuela Huayan, la enseñanza de la interpenetración se representa a través de diversas metáforas, como la red de Indra, una enseñanza que puede haber sido influenciada por la escena culminante del capítulo Gandhavyuha en la Torre de Vairocana. La red de Indra es una red cósmica infinita que contiene una joya multifacética en cada vértice, y cada joya se refleja en todas las demás joyas, ad infinitum. Así, cada joya contiene toda la red de joyas reflejadas en su interior.
Otras metáforas Huayan eran un salón de espejos, la viga y el edificio, y el texto del mundo. La metáfora de la viga y el edificio se encuentra en el famoso "Diálogo de la viga" de Fazang. Fazang sostiene que cualquier viga (cualquier parte) es esencial para la existencia de su edificio (que representa el universo, el Dharmadhatu). Del mismo modo, la identidad y la existencia de cualquier viga también dependen de que forme parte de un edificio (de lo contrario, no sería una viga). Por tanto, cualquier fenómeno depende necesariamente de todos los fenómenos del universo y, por ello, todos los fenómenos carecen de independencia metafísica o naturaleza esencial (svabhava).

### Las seis características

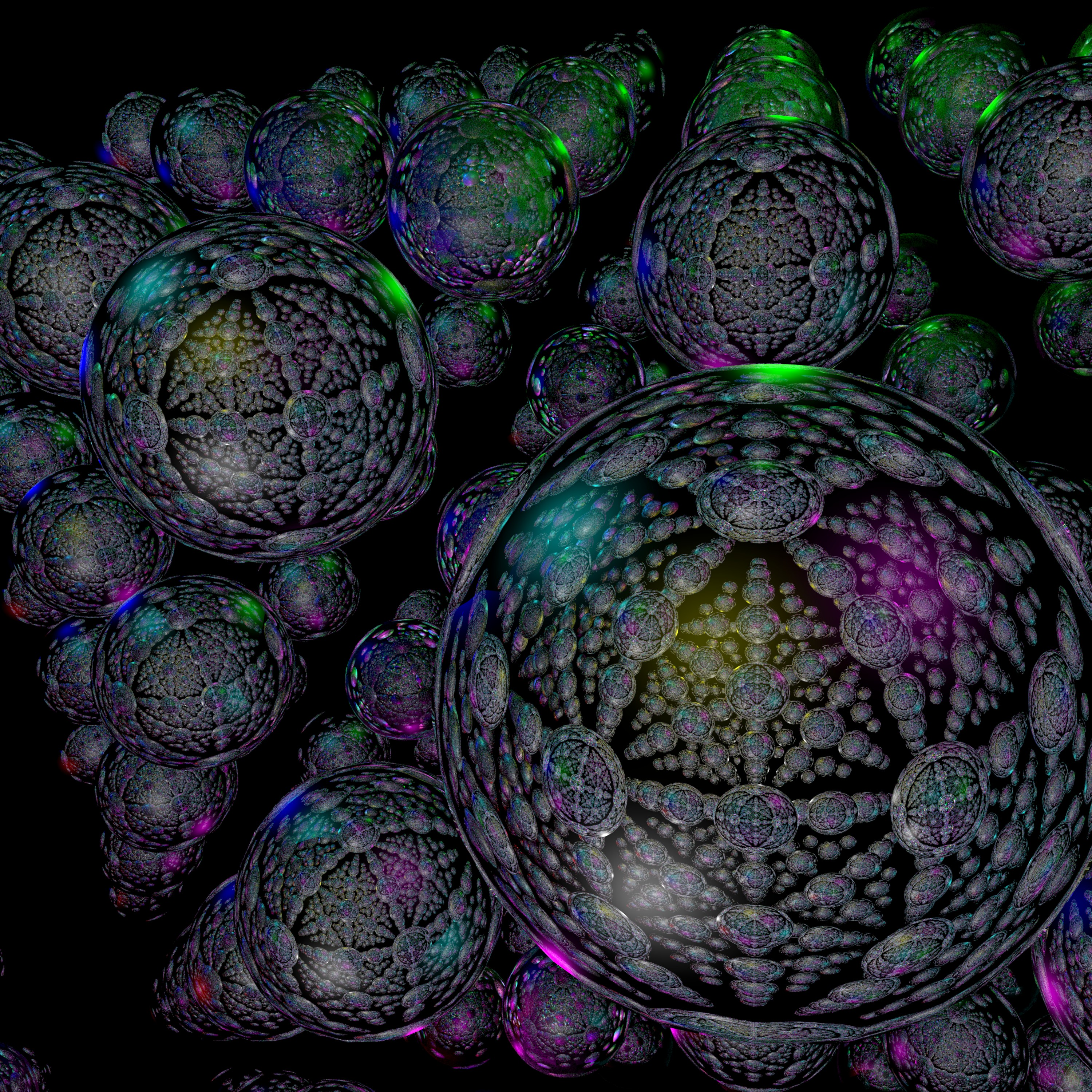
Representación en 3D de la red de Indra, metáfora clave de la interpenetración y la interfusión en Huayan.

Un marco que es utilizado por la tradición Huayan para explicar con más detalle la doctrina de la interpenetración es la "perfecta fusión de las seis características" (liuxiang yuanrong 六相圓融). Cada elemento de las seis características se refiere a un tipo específico de relación mereológica. Las seis características son:
1. Totalidad / universalidad (Ch. zongxiang): cada dharma o fenómeno (como una viga) se caracteriza por la totalidad, porque participa en la creación de un todo (como un edificio), y cada dharma es indispensable en la creación del todo.
2. Particularidad / distinción (biexiang): un dharma se caracteriza por la particularidad (por ejemplo, cualquier viga específica) en la medida en que es un particular numéricamente distinto que es diferente del todo.
3. Identidad / mismidad (tongxiang): cada dharma se caracteriza por una cierta identidad con todas las demás partes del todo, ya que todas forman mutuamente el todo sin entrar en conflicto.
4. Diferencia (yixiang): cada dharma es diferente, ya que tienen funciones y apariencia distintas, aunque formen parte de un todo único.
5. Integración (chengxiang): cada dharma está integrado junto con otros dharma en la formación de cada uno y en la formación del todo, y cada dharma no interfiere con todos los demás dharma.
6. No integración / desintegración (huaixiang): el hecho de que cada parte mantenga su actividad única y conserve su individualidad mientras forma el todo.

### Implicaciones de la interpenetración
La doctrina budista de la interpenetración también tiene otras implicaciones en el pensamiento huayano, tales como:
- La verdad se entiende como abarcando e interpenetrando la falsedad (o ilusión), y viceversa
- Se entiende que la pureza y la bondad interpenetran la impureza y el mal.
- La práctica de cualquier enseñanza budista conlleva la práctica de todas las demás enseñanzas
- Acabar con una contaminación mental (klesha) es acabar con todas ellas
- El pasado contiene al futuro y viceversa, los tres tiempos están interconectados.
- Practicar en un nivel de entrenamiento bodhisattva (bhumi) implica practicar en todos los niveles de bodhisattva

Además, según el maestro laico Li Tongxuan, todas las cosas son sólo "el único y verdadero reino del dharma" (Ch. yi zhen fajie), y como tal, no hay diferencia ontológica entre lo sagrado y lo secular, el despertar y la ignorancia, o incluso entre la budeidad y los seres vivos. Debido a la unidad de la vida humana ordinaria y la iluminación, Li también sostuvo que los sabios chinos como Confucio y Laozi también enseñaron el camino del bodhisattva a su manera.

### El principio último y el origen de la naturaleza
Otro esquema metafísico utilizado por los patriarcas Huayan es el de principio (理, li, la realidad última) y los fenómenos (shi). 'Principio' es la realidad última (paramārtha-satya) que es infinita y sin límites, mientras que los fenómenos se refiere a los dharmas impermanentes y relativos.
En su influyente Ensayo sobre el león dorado (Taishō Tripitaka n.º 1881), Fazang utiliza la estatua de un león chino dorado como metáfora de la realidad. El oro en sí representa el principio último, y la forma relativa de la estatua son los fenómenos relativos y dependientes tal y como los perciben los seres. Porque el principio último es ilimitado, vacío e incesante, es como el oro en el sentido de que puede transformarse en muchas formas y figuras. Además, aunque los fenómenos aparezcan como cosas particulares, carecen de existencia independiente, ya que todos dependen del principio último.
Huayan ve el principio último y los fenómenos relativos como interdependientes, unificados e interfundidos, es decir, no duales. Por lo tanto, hay un cierto tipo de relación armoniosa entre el principio y todos los fenómenos (en todos los lugares, en todo momento). Por lo tanto, según esta doctrina, existe una unidad no dual entre todas las cosas que se fusionan en una totalidad holística.
El principio último se asocia con diversos términos mahayana que se refieren a la realidad última, como la "Una Mente" del Despertar de la Fe, la Talidad, el tathagatagarbha (el vientre de los tathagatas), la naturaleza búdica o simplemente la "naturaleza". Esta naturaleza es la fuente ontológica y el fundamento de todos los fenómenos. Se trata de una idea clave del pensamiento huayan que se denomina "el origen de la naturaleza" (xingqi). El término deriva del capítulo 32 del Sutra Avatamsaka, titulado Origen natural del Rey Joya Tathagata (Baowang rulai xingqi pin, sct. Tathâgata-utpatti-sambhava-nirdesa-sûtra).
"El origen de la naturaleza" se refiere a la manifestación de la naturaleza última en el mundo fenoménico y a su interrelación con él. Es decir, la naturaleza pura última es interdependiente e interpenetra todo el universo fenoménico, al tiempo que es su fuente. Para los patriarcas huayan como Fazang, la naturaleza última es vista como no dual con todos los fenómenos relativos. Debido a que la fuente última de todas las cosas también es interdependiente y está interconectada con ellas, sigue siendo un terreno vacío de autoexistencia (svabhava) y, por lo tanto, no es una esencia independiente, como un Dios monoteísta. 

### El buda cósmico Vairochana
En la cosmología del Avatamsaka sutra, nuestro mundo es sólo uno de los inconmensurables números de mundos de un multiverso llamado "Océano de mundos, cuya superficie e interior están decorados con un arreglo de flores" (Kusumatalagarbha-vyuhalamkara-lokadhatu-samudra). El Avatamsaka afirma que todo este cosmos ha sido purificado por el Buda Vairochana mediante sus prácticas de bodhisattva durante incontables eones, después de haber conocido a innumerables Budas. El sutra también afirma que nuestro mundo se encuentra en el campo búdico de Vairochana. Vairochana está estrechamente asociado con el Buda Shakyamuni, en algunos casos incluso se identifica con él en el Sutra Avatamsaka. Huayan generalmente ve a Shakyamuni como un cuerpo de emanación (nirmanakaya) del Buda supremo Vairochana ("Iluminador").

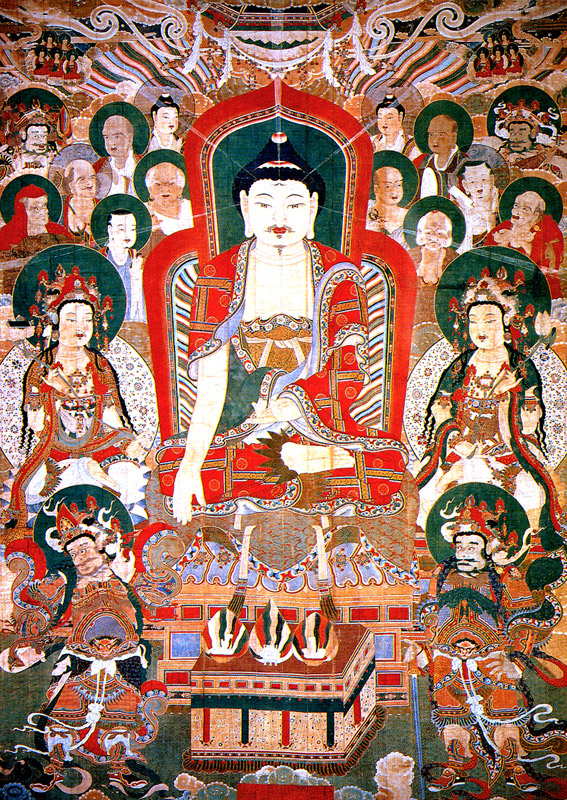
Pintura de Vairocana en el templo zen de Hwaeomsa, Corea.

Además, el pensamiento huayan considera que el universo entero es el cuerpo mismo de Vairochana, que es visto como un Buda cósmico supremo. Vairochana es infinito, su influencia y su luz son ilimitadas, penetrando todo el universo. Vairochana es realmente el principio último (li), el Dharmakaya, la Talidad y la "sustancia subyacente a la realidad fenoménica". Sin embargo, aunque Vairochana como principio último es eterno, también se transforma y cambia según las necesidades y condiciones de los seres sensibles. Además, Vairochana está vacío, es interdependiente e interfiere con todos los fenómenos del universo. Así pues, Vairochana es a la vez inmanente (debido a su carácter dependiente e interconectado) y trascendente (como base inmutable de todas las cosas).
Según Fazang, mientras que el nirmanakaya Shakyamuni enseñó los demás sutras Mahayana, Vairochana enseña el Sutra Avatamsaka a través de sus diez cuerpos, que son: el Cuerpo de Todos los Seres, el Cuerpo de las Tierras, el Cuerpo del Karma, el Cuerpo de Śrāvakas, el Cuerpo de Pratyekabuddha, el Cuerpo de Bodhisattvas, el Cuerpo de Tathāgatas, el Cuerpo de la Sabiduría, el Cuerpo del Dharma y el Cuerpo del Espacio. Fazang considera que estos diez cuerpos abarcan todos los fenómenos (animados e inanimados) de los "tres reinos", es decir, todo el universo.

### Clasificación de las enseñanzas budistas
Para comprender el gran número de textos y enseñanzas que habían recibido de la India, las escuelas budistas chinas desarrollaron clasificaciones esquemáticas de estas diversas enseñanzas (llamadas panjiao), como los Cinco Periodos y las Ocho Enseñanzas de la escuela Tiantai.

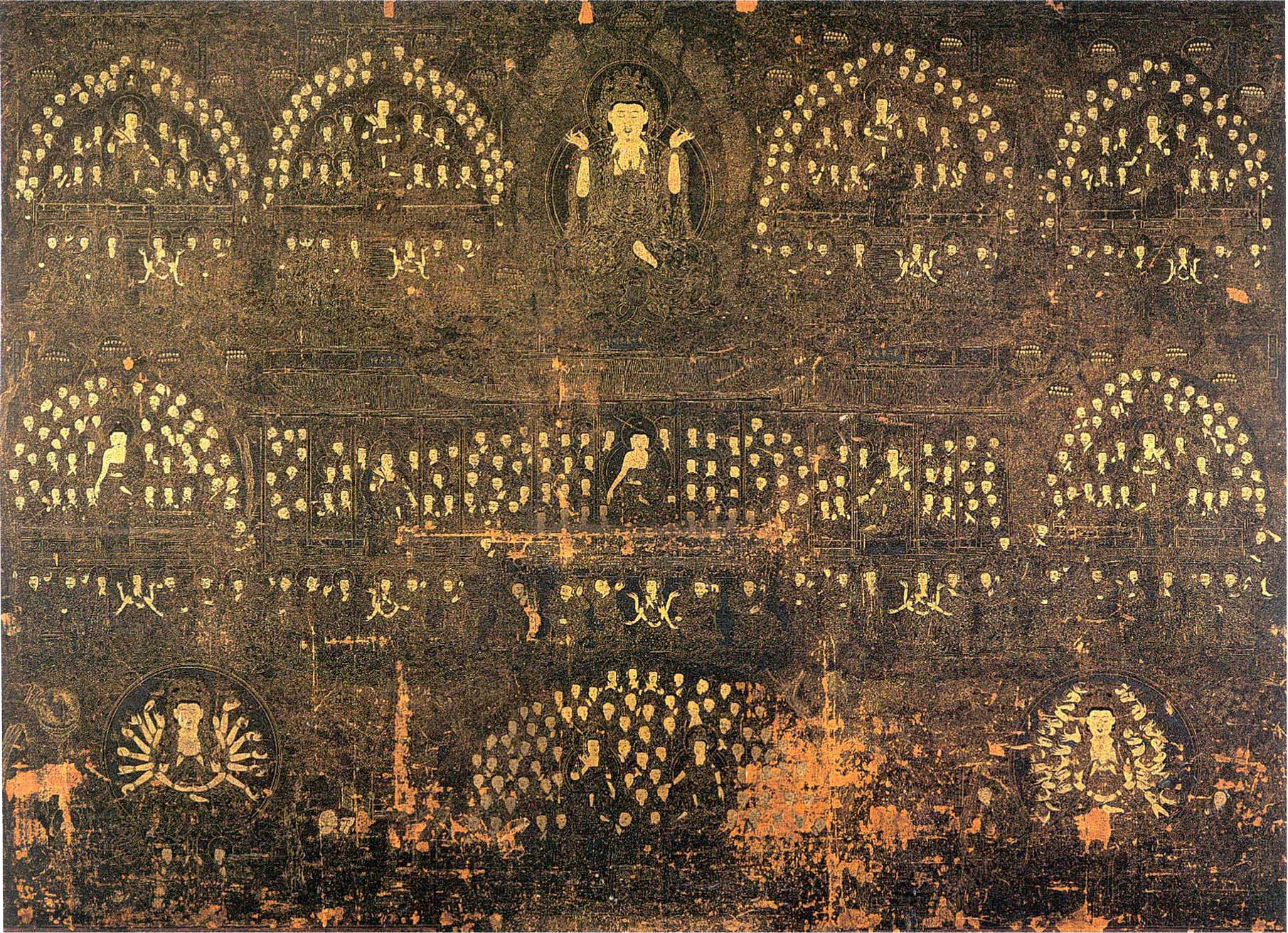
El Hwaeumtang del templo de Tongdosa, una pintura tanka de la era Joseon que representa las asambleas de Huayan. Es un tesoro nacional de Corea del Sur.

El patriarca de la escuela Huayan, Zhiyan, desarrolló una clasificación doctrinal de las enseñanzas de Buda en cinco niveles, que fue ampliada por figuras posteriores como Fazang. Los cinco niveles son:
1. Las enseñanzas Hinayana que se encuentran en los Agamas y el Abhidharma y que se basan en el no-yo (anatman).
2. Las enseñanzas Mahayana, que se centran en la vacuidad e incluyen los sutras Prajñaparamita y las fuentes Yogacara y Madhyamaka.
3. La enseñanza Mahayana "Final", que se basa en fuentes de naturaleza búdica como el Mahāyāna Mahāparinirvāṇa Sūtra, el Despertar de la Fe Mahayana y la doctrina Tiantai.
4. La Enseñanza Súbita, que es no verbal y no conceptual. Se asoció con el silencio de Vimalakirti en el sutra Vimalakirti y con las enseñanzas de "iluminación súbita" de la escuela Chan.
5. La Enseñanza Completa o Perfecta (Ch: yuan, lit. "Redonda") del sutra Avatamsaka y el Huayan, que enseñan tanto la interpenetración del principio (o naturaleza búdica) y los fenómenos como la interpenetración de todos los fenómenos entre sí.

## Práctica

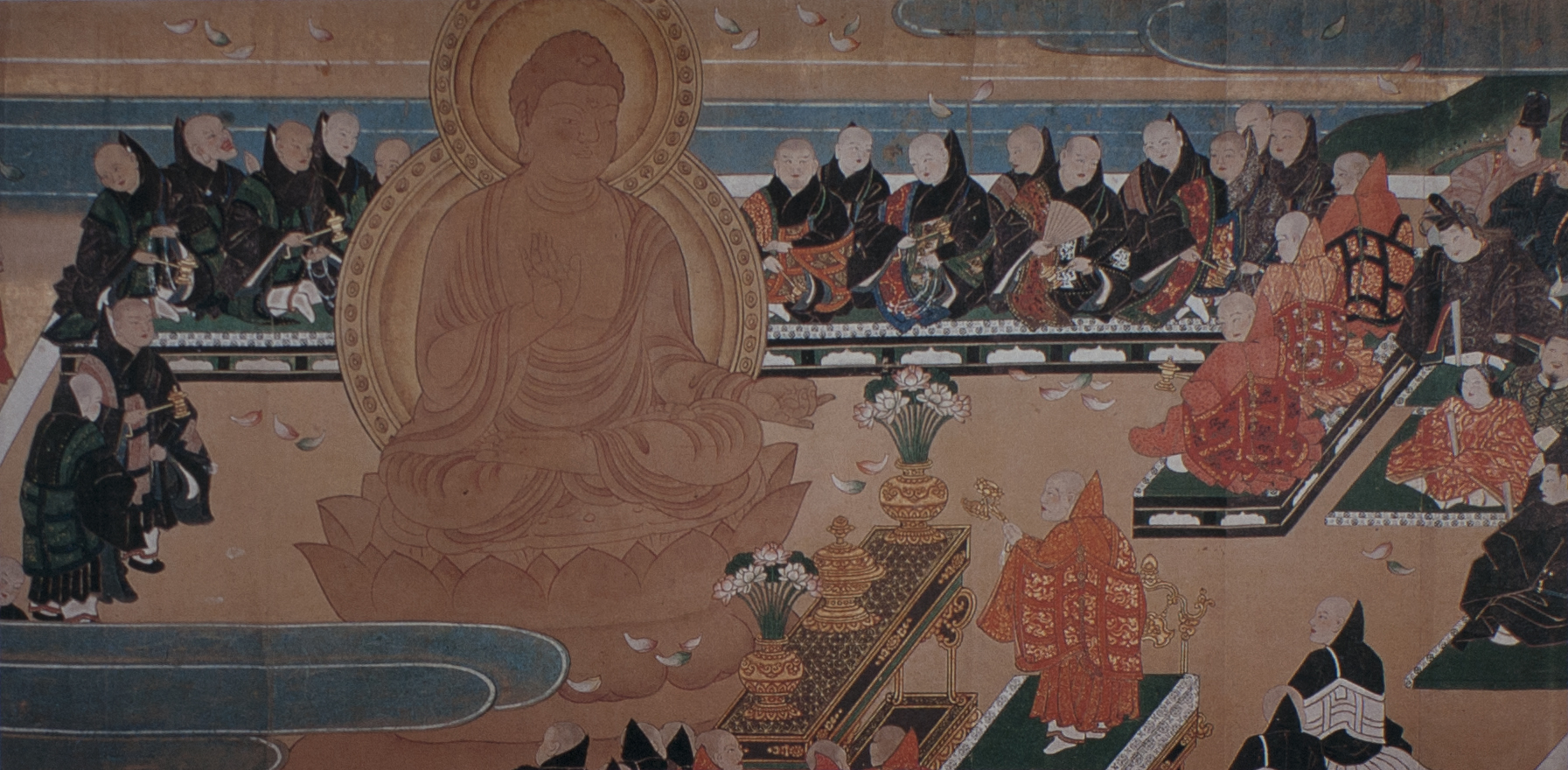
Representación de un ritual huayan en el Daibutsu Engi Emaki (1536), Tōdai-ji, Nara, Japón.

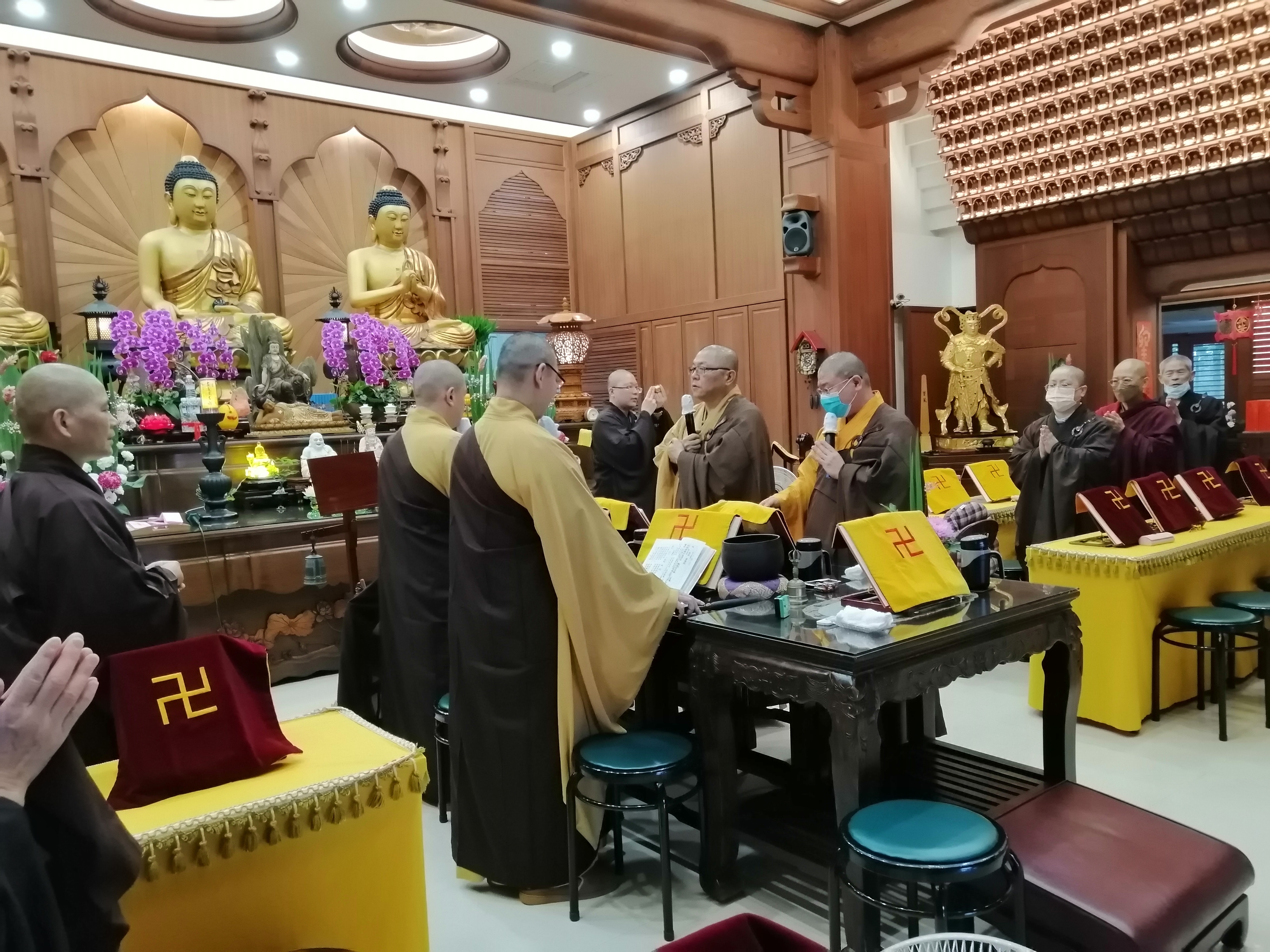
Ritual Huayen en el templo Yongmin de Taipéi

La escuela huayan desarrolló numerosas prácticas como parte de su concepción del camino del bodhisattva. Entre ellas se encuentran las prácticas devocionales, el estudio, el canto y la copia del sutra Avatamsaka, los rituales de arrepentimiento, la recitación de dharanis y la meditación.

### Prácticas textuales
Según Paul Williams, una de las prácticas centrales de huayan era la recitación del sutra Avatamsaka. El canto, el estudio y la copia del sutra solían realizarse en "asambleas de huayan" (huayanhui), que se reunían periódicamente para cantar el sutra. Cantar el sutra completo podía llevar desde unas semanas hasta varios meses. También era común la práctica del canto en solitario, y otro elemento común de la recitación del sutra era inclinarse ante el sutra durante el canto. Como esta práctica requiere mucho tiempo, también solía hacerse en retiros solitarios llamados biguan, que podían durar años.
Copiar a mano el sutra completo (o pasajes del sutra) era también otra práctica clave en esta tradición y algunos copistas de sutra eran conocidos por su excelente caligrafía. A veces, esta práctica también se combinaba con cánticos e inclinaciones. Otro elemento que a veces se añadía a esta práctica era utilizar la propia sangre en el proceso de copia de los sutra (a veces sólo sangre mezclada con la tinta). Esta escritura a sangre era poco frecuente, pero fue realizada por algunas figuras célebres, como Hanshan Deqing (1546-1623) y el monje del periodo republicano Shouye.

### Contemplación de Budas y bodhisattvas

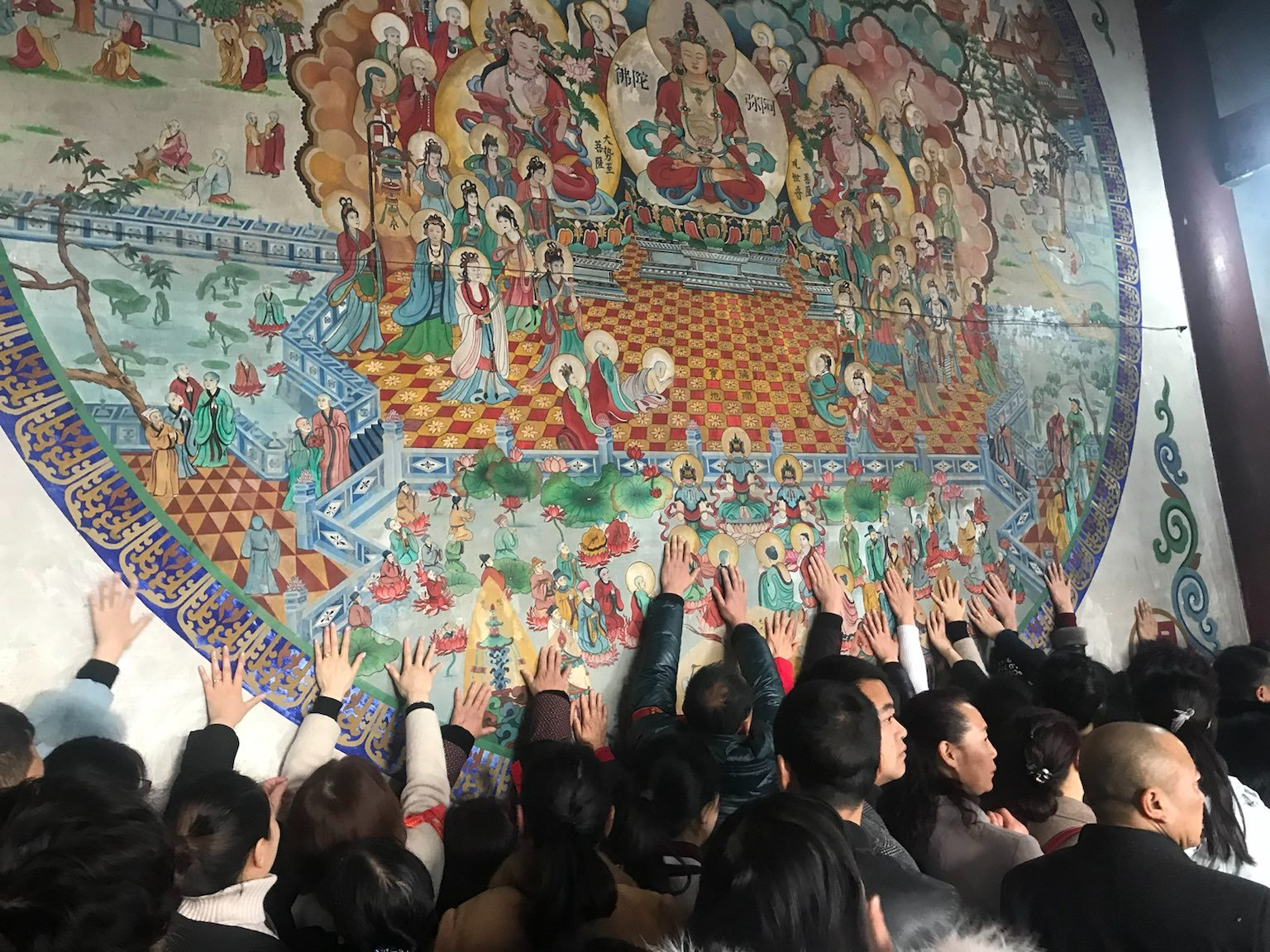
Un mandala en el templo de Huayan con el Buda Maitreya en el centro

Otra práctica que se destaca a menudo en el sutra Avatamsaka es la de buddhānusmṛti (Ch. nianfo), "contemplación del Buda." La práctica de la contemplación de Buda fue promovida por varias figuras, como el patriarca huayan Zongmi, el monje goryeo Gyunyeo (923-973) y Peng Shaosheng, un erudito cabeza de familia de la dinastía Qing.
En el budismo chino, un método popular para contemplar a Buda consiste en recitar su nombre. La práctica de recitar los nombres de los Budas también se consideraba una forma de lograr el renacimiento en la Tierra Pura de Vairochana, llamada "el Mundo del Tesoro del Loto" (sct. Padmagarbha-lokadhātu; ch. Lianhuazang shijie 蓮花藏世界). Esta Tierra Pura contiene todo el universo, incluido nuestro mundo, y es idéntica a todo el Dharmadhatu. Como tal, para Huayan, nuestro propio mundo (conocido como el "mundo Sahā") es también el Mundo del Loto Tierra Pura. Huayan también vio la Tierra Pura de Vairochana como no dual e interfirió con la Tierra Pura de Amitabha de Sukhavati.
El patriarca Guīfēng Zōngmì enseñó cuatro tipos de buddhānusmṛti (nianfo), un esquema que también adoptaron figuras chinas posteriores. Estos cuatro tipos de nianfo son los siguientes:
- "Contemplación del nombre" (ch. chēngmíng niàn 稱名念), modelado en El Sutra de la Perfección de la Sabiduría predicado por Mañjuśrī (Taisho no. 232). Se elige un Buda, se mira en su dirección y luego se "retiene" mentalmente (chēngmíng 稱名) el sonido de su nombre hasta tener una visión de todos los budas.
- "Contemplar una imagen" (guānxiàng niàn 觀像念), basado en el Sutra de la Colección de la Gran Joya (大寶積經, Dà bǎojī jīng , T.310), que implica contemplar la forma de un Buda utilizando una imagen de Buda.
- "Contemplar la visualización" (guānxiǎng niàn 觀想念), esto implica contemplar el cuerpo de un Buda sin la ayuda de una imagen física, y se basa en sutras como el Sutra sobre el samadhi océanico de la contemplación del Buda (T.643) y el Sutra sobre el samadhi de la meditación sentada (T.614).
- "Contemplar la verdadera marca" (shíxiàng niàn 實相念), que implica la contemplación del Dharmakaya, la verdadera naturaleza de todos los dharmas, es decir el Dharmata (verdadera realidad). Se trata de "la verdadera naturaleza de Buda", según El sutra de la perfección de la sabiduría predicado por Mañjuśrī, que es "improductiva e inextinguible, ni va ni viene, sin nombre ni rasgo"..[141]

Esta forma huayana de práctica de la Tierra Pura también incluía a veces la devoción a bodhisattvas como Avalokiteshvara. Esto promovido por figuras como los monjes coreanos Ŭisang y Ch'ewŏn. Esta devoción incluía la práctica de cantar los nombres de los bodhisattvas y visualizarlos en meditación.

### La contemplación de la luz búdica
El erudito laico Li Tongxuan (635-730) desarrolló una práctica meditativa única basada en el capítulo nueve del sutra Avatamsaka. La práctica, denominada "la contemplación de la luz de Buda" (foguang guan), se centraba en rastrear la luz universal que irradia Buda en la mente y expandir la contemplación cada vez más hacia el exterior hasta llenar el universo entero.
Las enseñanzas meditativas de Li Tongxuan influyeron especialmente en el monje japonés de Kegon Myōe, que promovió una práctica similar que denominó "el Samadhi de la Contemplación del Resplandor de Buda" (japonés: bukkō zanmaikan, 佛光三昧觀).

### La meditación y el cuádruple dharmadhatu
Varios textos huayan proporcionan diferentes esquemas para la práctica de la meditación y el desarrollo del samadhi (absopción meditativa). Fuentes Huayan menciona dos samadhis clave, el sello del océano samadhi (Ch. haiyin sanmei) y el avatamsaka samadhi (huayan sanmei). Algunas de las principales fuentes huayan que tratan de la meditación son La contemplación del reino de la realidad (Fajie guanmen), de Dushun, y El fin del engaño y el retorno a la fuente (Wangjin huanyuan), atribuido a Fazang. Otro texto clave es Cesación y contemplación en las cinco enseñanzas de Huayan (Huayan wujiao zhiguan 華嚴五教止觀).
El marco meditativo de Dushun se basaba en tres etapas principales de contemplación: (1) la comprensión de la vacuidad como la verdadera naturaleza de todos los dharmas, (2) la comprensión de que todos los dharmas son armoniosos con la verdad, y (3) la comprensión de que todos los dharmas no se obstruyen entre sí y que cada dharma contiene todos los demás dharmas.
La teoría de la "cuádruple Dharmadhatu" (sifajie, 四法界) con el tiempo se convirtió en el esquema meditativo central de la tradición Huayan. Este esquema se explica en el manual de meditación de Chengguan titulado Perspectivas meditativas sobre el Huayan Dharmadhatu (Huayan Fajie Guanmen, 華嚴法界觀門) y sus comentarios. El Dharmadhatu es el objetivo de la práctica del bodhisattva, la naturaleza última de la realidad que hay que conocer o en la que hay que entrar. Según Alan Fox, el Dharmadhatu cuádruple son "cuatro enfoques cognitivos del mundo, cuatro formas de aprehender la realidad".
Estas cuatro formas de ver la realidad son:
1. Todos los dharmas son vistos como acontecimientos o fenómenos particulares separados (shi 事). Esta es la forma mundana de ver y no es una contemplación o meditación, sino la perspectiva premeditativa.
2. Todos los eventos son una expresión de li (理, el principio último), que se asocia con los conceptos de "verdadero vacío", "Una Mente" (yi xin 一心) y la naturaleza de Buda. Este es el primer nivel de la meditación Huayan.
3. Esta es la "no obstrucción de principio y los fenómenos" (lishi wuai 理事無礙), es decir, su interpenetración y la interferencia.
4. Todos los fenómenos se interpenetran (shishi wuai 事事無礙), que se refiere a cómo "todos los dharmas fenoménicos distintos se interfieren y penetran en todos los sentidos" (Zongmi). Esto también se describe como "omnipresencia universal y acomodación completa..." (Zongmi).”[147]

Estas contemplaciones no deben verse como reinos separados, sino como perspectivas cada vez más profundas y holográficas de una única realidad holística.

### Prácticas esotéricas

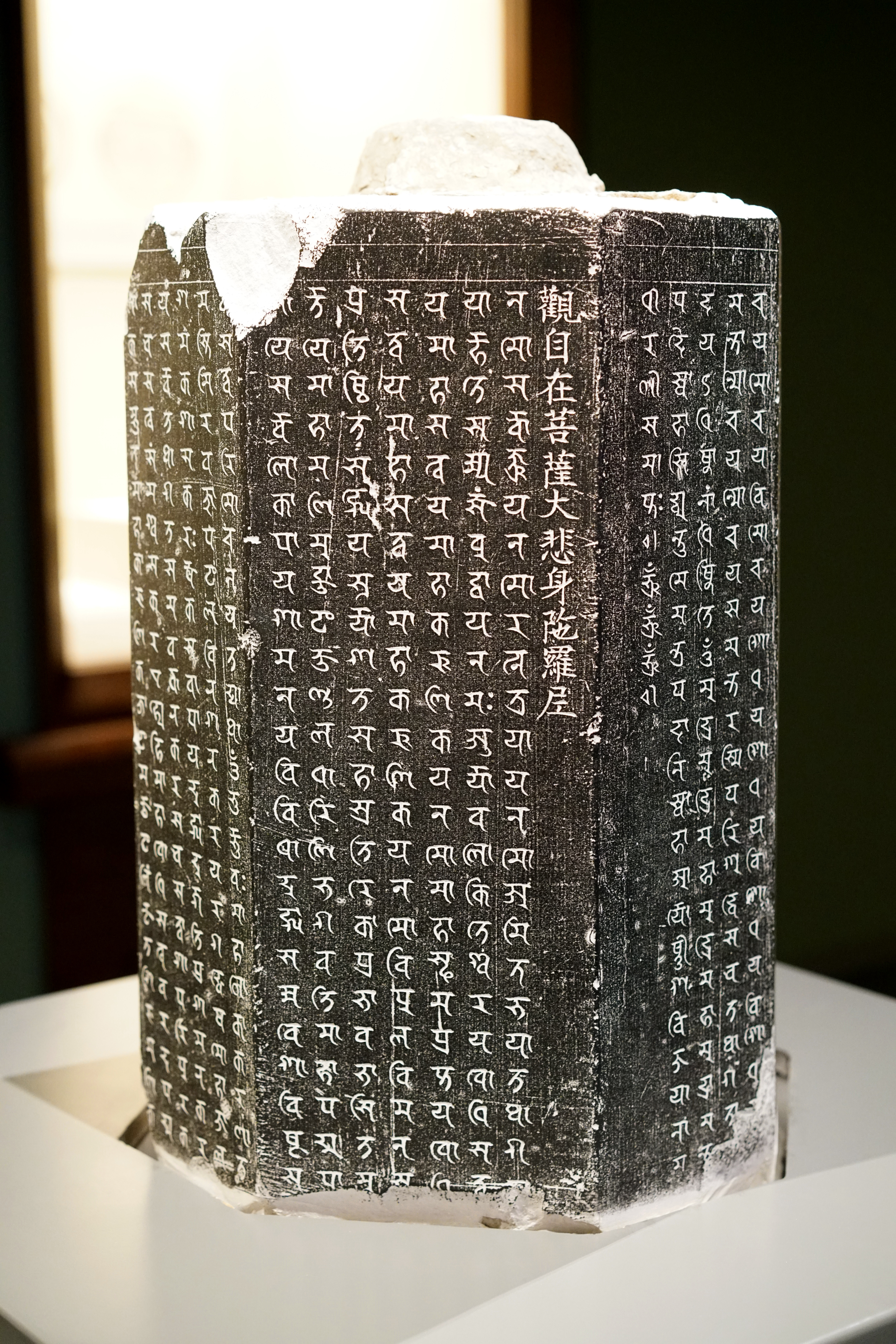
Pilar de Dharani de la dinastía Liao

Fazang promovió la práctica de varios dhāraṇīs, como la versión de Xuanzang del Dharani del Corazón de Avalokiteshvara de Once Caras (Avalokiteśvara-ekadaśamukha).
El budismo de la dinastía Kitán Liao se caracterizaba por la síntesis de las prácticas budistas esotéricas chinas con las huayan. Jueyuan, monje del templo Yuanfu durante la dinastía Liao y autor del Dari jing yishi yanmi chao, practicaba rituales esotéricos como el Homa y el abhiseka (consagración tántrica). Importantes textos esotéricos utilizados en esta tradición incluían el: Cundī-dhāraṇī, el Usṇīsavijayā-dhāranī, el Nīlakaṇthaka-dhāranī y el Sutra de la Gran Antorcha del Dharma Dhāraṇī ( 大法炬陀羅尼 經, Da faju tuoluoni jing) entre otros. En la época Liao, las estupas, pagodas y estatuas se adornaban a menudo con dharanis y mantras. Estas estructuras solían estar rellenas o inscritas con dharanis, sutras o mantras como el mantra de seis sílabas de Avalokiteshvara (om mani padme hum). También eran comunes los pilares inscritos con dhāraṇīs y mantras.
La escuela japonesa Kegon era conocida por adoptar muchos mantras y prácticas esotéricas de la escuela Shingon. El monje kegon Myōe era conocido por su amplia promoción del popular Mantra de la Luz (kōmyō shingon, 光明眞言), which is: Oṃ Amogha Vairocana Mahāmudrā Maṇipadma Jvalapravartāya Hūṃ.

### El camino bodhisattva y el despertar repentino

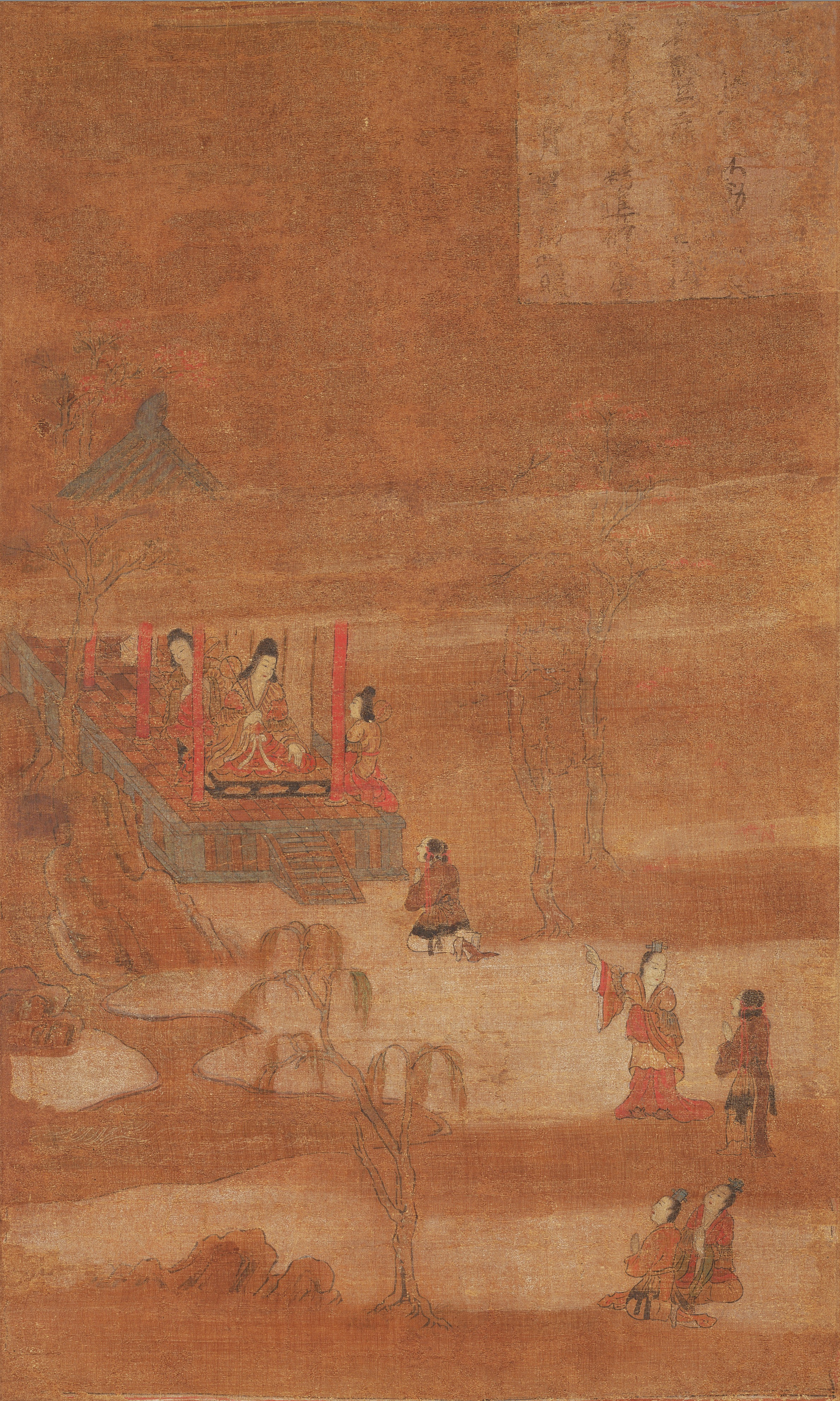
Ilustración de la peregrinación de Sudhana en el sutra Gandhavyuha, del periodo Heian, Museo Nacional de Nara, Japón.

La escuela Huayan defendía un punto de vista de despertar repentino. Esto se debe a que la naturaleza de buda ya está presente en todos los seres sensibles, y también porque su teoría de la interpenetración universal implica que la Budeidad se fusiona con la primera etapa del camino de un bodhisattva. Así, según el patriarca Fazang, "cuando uno despierta por primera vez el pensamiento de la iluminación [bodhicitta] también se ilumina perfectamente".

Del mismo modo, el maestro Li Tongxuan escribe:
El primer acceso de fe en la mente del practicante es en sí mismo la culminación de todo el camino, la realización misma de la Budeidad final.... La "fe" o confianza en la posibilidad de la iluminación no es otra cosa que la iluminación misma, en una modalidad anticipatoria y causal.
Esta interpenetración de todos los elementos del camino hacia el despertar es también una consecuencia de la visión huayan del tiempo, que considera que todos los momentos están interrelacionados (incluida la práctica actual de un ser sensible y su futura budeidad dentro de eones). Dado que el tiempo en sí es vacío, todos los momentos (pasado, presente y futuro) están interconectados entre sí. Como escribe Fazang, "el principio y el fin se interpenetran. En cada nivel [de bodhisattva], uno es así tanto un Bodhisattva como un Buda".
Por ello, Huayan no entiende que el progreso de un bodhisattva a través de los niveles del bodhisattva (los "bhumis") sea lineal. En cambio, tan pronto como uno alcanza las primeras etapas de la "perfección de la fe" (que es parte del modelo Huayan de 52 niveles del bodhisattva), uno también ha adquirido todas las etapas, así como la Budeidad. Esta doctrina de la "iluminación en la etapa de la fe" (信滿成佛, xinman cheng fo) era una característica única del Huayan y fue introducida por primera vez por Fazang.
En Huayan, la Budeidad trasciende todos los conceptos, tiempos y etapas. Debido a que la práctica no puede crear algo que no es inmanente, Huayan ve el camino del bodhisattva como simplemente revelar lo que ya está ahí (la naturaleza de buda, que es la budeidad en sí oculta dentro de los seres sensibles). A pesar de esta doctrina, los patriarcas Huayan también argumentaron que las prácticas graduales de los varios niveles del bodhisattva siguen siendo necesarias. Esto se debe a que todos los niveles conservan su particularidad, incluso estando totalmente fusionados, y sólo a través de la práctica del camino del bodhisattva se manifiesta la Budeidad inmanente.

Así pues, según Li Tongxuan "no hay otra iluminación" que seguir simplemente el camino del bodhisattva, y además:
La sabiduría primordial se manifiesta a través de la meditación, El cultivo no la crea ni la hace surgir. Si uno simplemente sigue el camino del bodhisattva y aprende las prácticas del bodhisattva, la sabiduría primordial brillará por sí misma....
Del mismo modo, el patriarca Zongmi sostenía que la budeidad se alcanza a través de un "despertar repentino seguido de un cultivo gradual" y también sostenía que "lo repentino y lo gradual no sólo no son contradictorios, sino que en realidad son complementarios".